# Rejs s/y Śmiały dookoła Ameryki Południowej

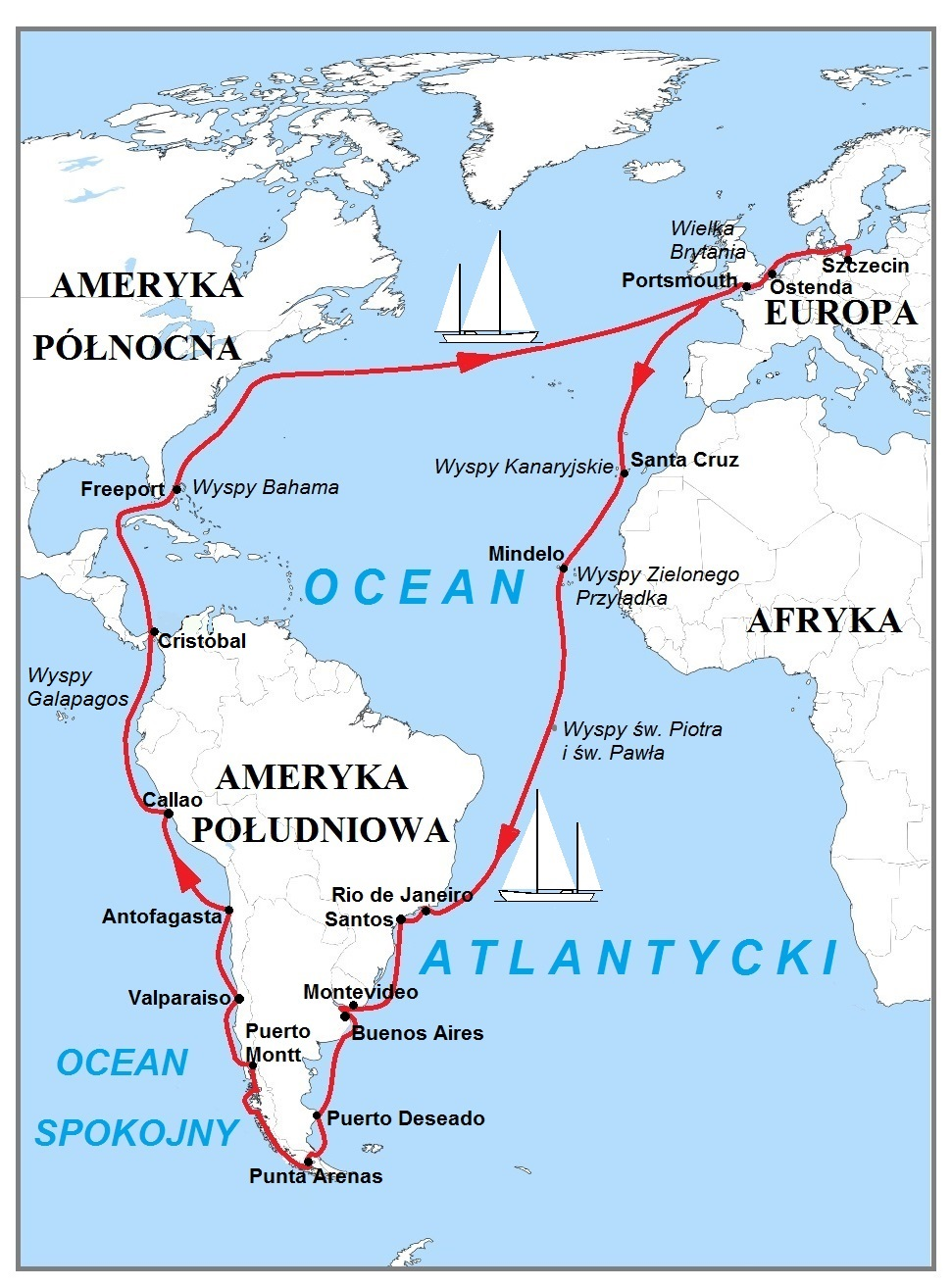
Trasa rejsu

Rejs s/y Śmiały dookoła Ameryki Południowej (1965–1966) – wyprawa naukowo-żeglarska zorganizowana przez Polskie Towarzystwo Geograficzne na jachcie Śmiały, w okresie 29 lipca 1965 – 30 października 1966.
Wyprawa była pierwszą tego typu ekspedycją zorganizowaną przez Polskie Towarzystwo Geograficzne. Choć statut PTG zawierał, wzorem podobnych towarzystw w Europie Zachodniej czy USA, organizowanie podróży badawczych, to z różnych powodów – organizacyjnych, finansowych czy politycznych, nie były one realizowane. Dotychczas były one domeną Polskiej Akademii Nauk, instytutów badawczych czy szkół wyższych. Niemniej jednak, udział geografów w takich ekspedycjach był stosunkowo niewielki.

## Przygotowania

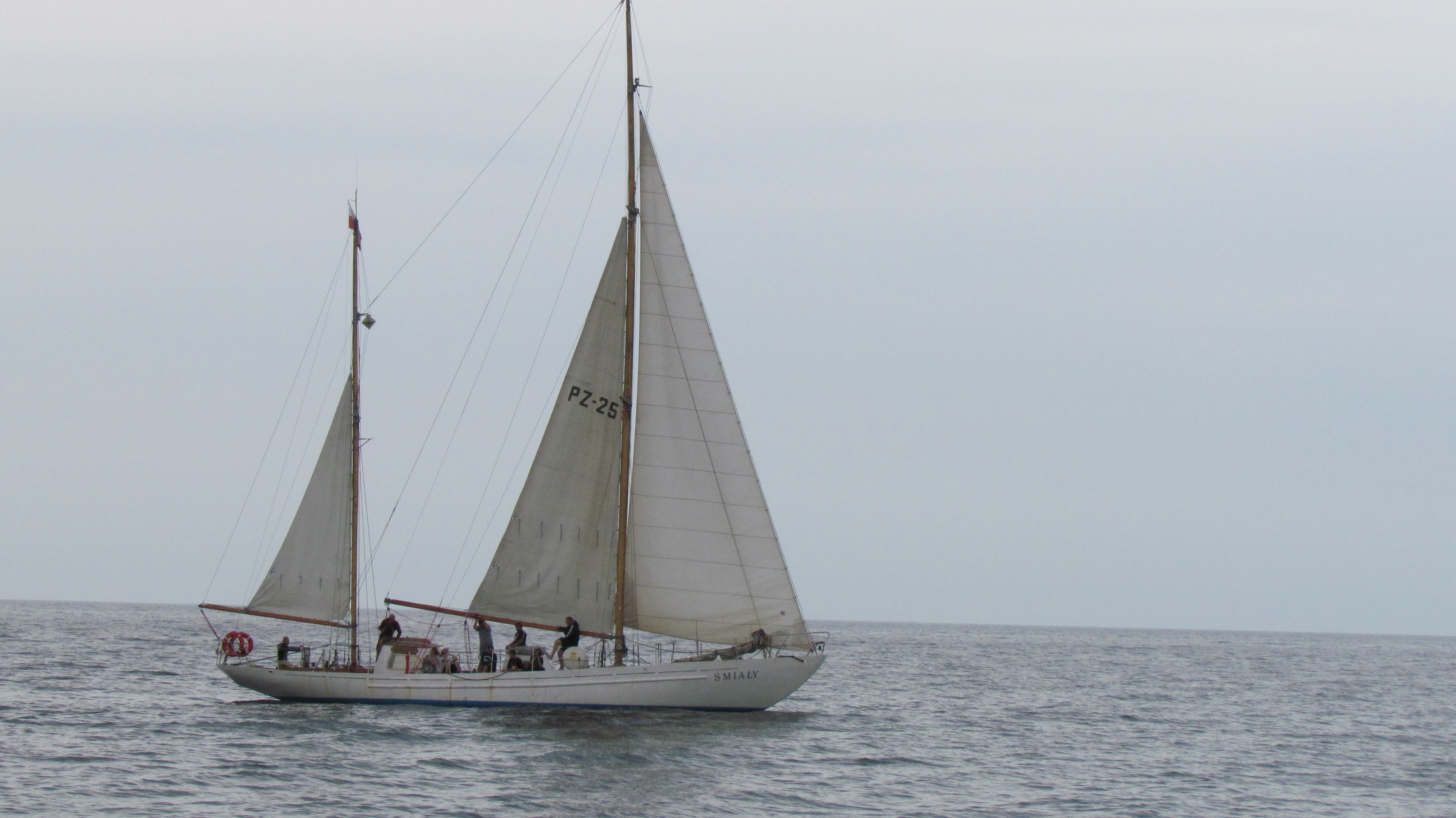
Jacht Śmiały w 2011 r.

Na pomysł wyprawy i przeprowadzenia jej na jachcie żaglowym wpadł w 1963 roku Bronisław Siadek, redaktor miesięcznika Poznaj Świat popularyzującego geografię. Zaproponował rejs przez Ocean Atlantycki do Ameryki Południowej, zbadanie Cieśniny Magellana i zachodnich wybrzeży Patagonii, terenów lądowych w Chile i Peru a także wysp Galapagos. Polskie Towarzystwo Geograficzne przychyliło się do tej inicjatywy i zapewniło większość środków finansowych koniecznych do jej realizacji, pochodzących głównie z zysków jakie przynosiło wydawanie miesięcznika, poza tym PTG było w tym czasie dofinansowywane z budżetu państwa. Pozostałymi sponsorami przedsięwzięcia były: Główny Komitet Kultury Fizycznej i Turystyki, Wojewódzki Ośrodek Sportu, Turystyki i Wypoczynku w Szczecinie, Wojewódzka Rada Narodowa w Lublinie, Polska Akademia Nauk oraz wiele mniejszych instytucji i zakładów przemysłowych.
Przez niemal dwa lata przygotowywano ekspedycję od strony logistycznej, sprzętowej, kadrowej, a przede wszystkim naukowej. Do głównych celów badawczych jakie postawiono przed uczestnikami należały: kartowanie hydrograficzne zlewni rzek w Chile, badania bilansu promieniowania słonecznego na powierzchni oceanów w różnych szerokościach geograficznych, badanie planktonu, oraz pomiary ochładzania biologicznego w różnych warunkach pogodowych i klimatycznych. Oprócz tego postanowiono przeprowadzić badania wulkanologiczne, geomorfologiczne, glacjologiczne, klimatologiczne a także z zakresu medycyny morskiej.

## Jacht

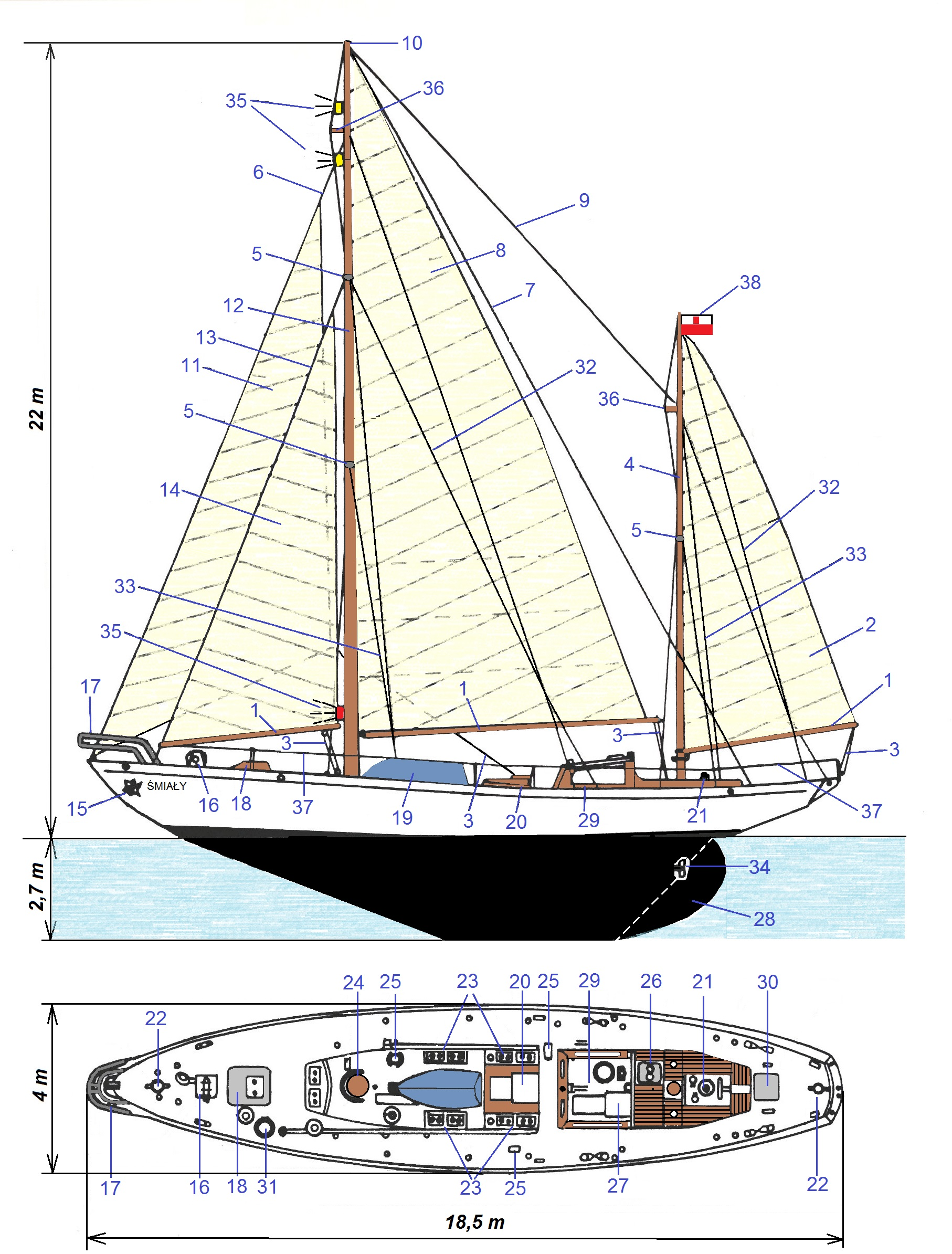
Plan jachtu Śmiały

Do przeprowadzenia rejsu wybrano jacht Śmiały, który wyczarterowano z Wojewódzkiego Ośrodka Sportu, Turystyki i Wypoczynku w Szczecinie. Był to przeznaczony dla 14 osób 18-metrowy kecz „stuczterdziestka", o stalowym poszyciu, zbudowany w 1958 roku w Stoczni Gdańskiej dla Polskiego Związku Żeglarskiego. Jacht ten doskonale nadawał się do dalekiej podróży, wymagał jednak remontu i uzupełnienia wyposażenia. Zadania tego podjęła się Stocznia Marynarki Wojennej w Gdyni. W ramach adaptacji zmniejszono liczbę koi z 14 do 10, a w ich miejscu wygospodarowano pomieszczenia na ładunek. Przebudowano również wnętrze z myślą o lepszej funkcjonalności dla załogi w czasie długiego rejsu, który był zaplanowany na półtora roku. Zmodernizowano napęd jachtu, w maszynowni zainstalowano zakupiony w Wielkiej Brytanii silnik wysokoprężny Parsons-Pike o mocy 56 KM, wymieniono też na większą śrubę napędową. Silnik mógł zapewnić jachtowi o masie 29 ton prędkość maksymalną około 7 węzłów, na stojącej wodzie.
Zmodernizowano instalację elektryczną jachtu, prądu o napięciu 12 V dostarczały cztery akumulatory ładowane za pomocą silnika głównego, bądź agregatu benzynowego. Na wyposażeniu Śmiałego znalazły się między innymi: echosonda Madway firmy PYE, radiotelefon HelbergOlx,  niezatapialny plastikowy bączek wiosłowy, pneumatyczna tratwa ratunkowa, dryfkotwa, trzy kotwice oraz liczne środki sygnalizacyjne i alarmowe. Jacht nie miał jednak radiostacji dalekiego zasięgu. Wyposażenie kambuza obejmowało kuchenkę gazową, prymus naftowy, maszynkę elektryczną i piekarnik oraz robot kuchenny. Sprzęt naukowy i dokumentacyjny stanowiły: 2 magnetofony, gramofon z płytami, projektor do filmów, 3 kamery filmowe, 8 aparatów fotograficznych z dużym zapasem materiałów światłoczułych oraz zestaw do wywoływania zdjęć z powiększalnikiem, maszyny do pisania, podręczna biblioteka, itp.
Szczególny nacisk położono na takielunek i ożaglowanie. Śmiały miał dwa komplety (bawełniany i dakronowy)  podstawowych żagli, w skład których wchodziły: kliwer, fok, grot i bezan. Dodatkowymi żaglami były: spinaker, balonfoki, apsel oraz żagle sztormowe. Wymieniono olinowanie roślinne na nylonowe lub dakronowe. Jacht mógł zabrać około 1000 litrów wody pitnej oraz 300 litrów paliwa w integralnych zbiornikach, przewidziano również miejsce na dodatkowe kanistry z paliwem i wodą pitną.

## Załoga
Do przeprowadzenia ekspedycji należało wybrać osoby, które zapewniłyby realizację celów naukowych, jak również bezpieczne prowadzenie jachtu w długiej podróży przez dwa oceany oraz niebezpieczne rejony Cieśniny Magellana i Patagonii. W załodze musieli znaleźć się zarówno doświadczeni żeglarze, jak i naukowcy zaprawieni w badaniach terenowych, a najlepiej – osoby łączące obie te umiejętności. Wymogiem była też dobra znajomość języków obcych, szczególnie hiszpańskiego i angielskiego. Zgłosiło się ponad dwudziestu kandydatów, wśród których wstępną selekcję przeprowadzało Polskie Towarzystwo Geograficzne oraz Bolesław Kowalski, który został wcześniej wybrany na kapitana jachtu. Wszyscy kandydaci zostali dodatkowo przebadani w Pracowni Psychometrycznej Polskiej Akademii Nauk, z uwagi na konieczność kilkunastomiesięcznego przebywania w zamkniętym zespole, z dala od ludzi z jednoczesnym obciążeniem pracą. Wybrane osoby wzięły udział w rejsie próbnym po Bałtyku, przechodziły treningi sprawnościowe i wytrzymałościowe z zakresu pływania, nurkowania, gimnastyki. Przeprowadzono również szkolenie w Tatrach z podstaw wspinaczki wysokogórskiej (m.in. na Kościelcu, Świnicy i Zawracie), jako że program naukowy zakładał badanie rejonów górskich, lodowców i wulkanów.
Załogę stanowili:
- Bolesław Kowalski – kapitan jachtu, z wykształcenia prawnik, pracownik handlu zagranicznego, uczestnik rejsów i wypraw lądowych, m.in. do Brazylii, Egiptu i Sudanu,
- Tomasz Romer – I oficer, filmowiec i lekarz wyprawy, z wykształcenia endokrynolog, wnuk Eugeniusza Romera, słynnego geografa. Wziął udział w rejsie na trasie Szczecin – Santos w Brazylii,
- Jerzy Knabe – główny mechanik, I oficer od Rio de Janeiro do końca rejsu, inżynier, płetwonurek, publicysta, korespondent miesięcznika „Żagle", uczestnik wypraw, żeglarskich, kajakowych i lądowych,
- Bronisław Siadek – inicjator rejsu, z wykształcenia geograf, ponadto żeglarz, taternik i fotograf. Był redaktorem działu geografii fizycznej miesięcznika Poznaj Świat i działaczem Zarządu Głównego PTTK. Odbył podróże lądowe i morskie, m.in. po południowo-wschodniej Azji, Afryce i prawie całej Europie. Na jachcie był sternikiem i bibliotekarzem, prowadził również badania naukowe,
- Doc. dr Tadeusz Wilgat – kierownik naukowy ekspedycji, przewodniczący Wydziału Spraw Naukowych PTG, kierownik Katedry Hydrografii Uniwersytetu Marii Curie-Skłodowskiej w Lublinie. Wziął udział w rejsie na trasie Puerto Montt (Chile) – Kanał Panamski oraz prowadził badania na lądzie,
- Dr Krzysztof Wojciechowski – zastępca kierownika naukowego, sternik, kasjer i tłumacz wyprawy. Z wykształcenia geograf, adiunkt w Katedrze Hydrografii Uniwersytetu Marii Curie-Skłodowskiej w Lublinie,
- Krzysztof Baranowski – kuk i intendent, ze stopniem kapitana jachtowego, inżynier elektronik, dziennikarz Trybuny Ludu i korespondent audycji radiowej Muzyka i Aktualności,
- Dr Mieczysław Kluge – geograf, asystent w Zakładzie Klimatologii Polskiej Akademii Nauk. Pełnił funkcję zastępcy kierownika naukowego ekspedycji. Brał udział w rejsie w pierwszym etapie ze Szczecina do Wlk. Brytanii,
- Ludomir Mączka (członek rezerwowy) – kapitan jachtowy, z wykształcenia geolog, podróżnik. Do wyprawy dołączył w Buenos Aires, dokąd przybył na pokładzie polskiego statku jako uzupełnienie załogi w miejsce Tomasza Romera. Pełnił funkcje II oficera i bosmana, a w ramach prac naukowych wykonywał badania geologiczne.

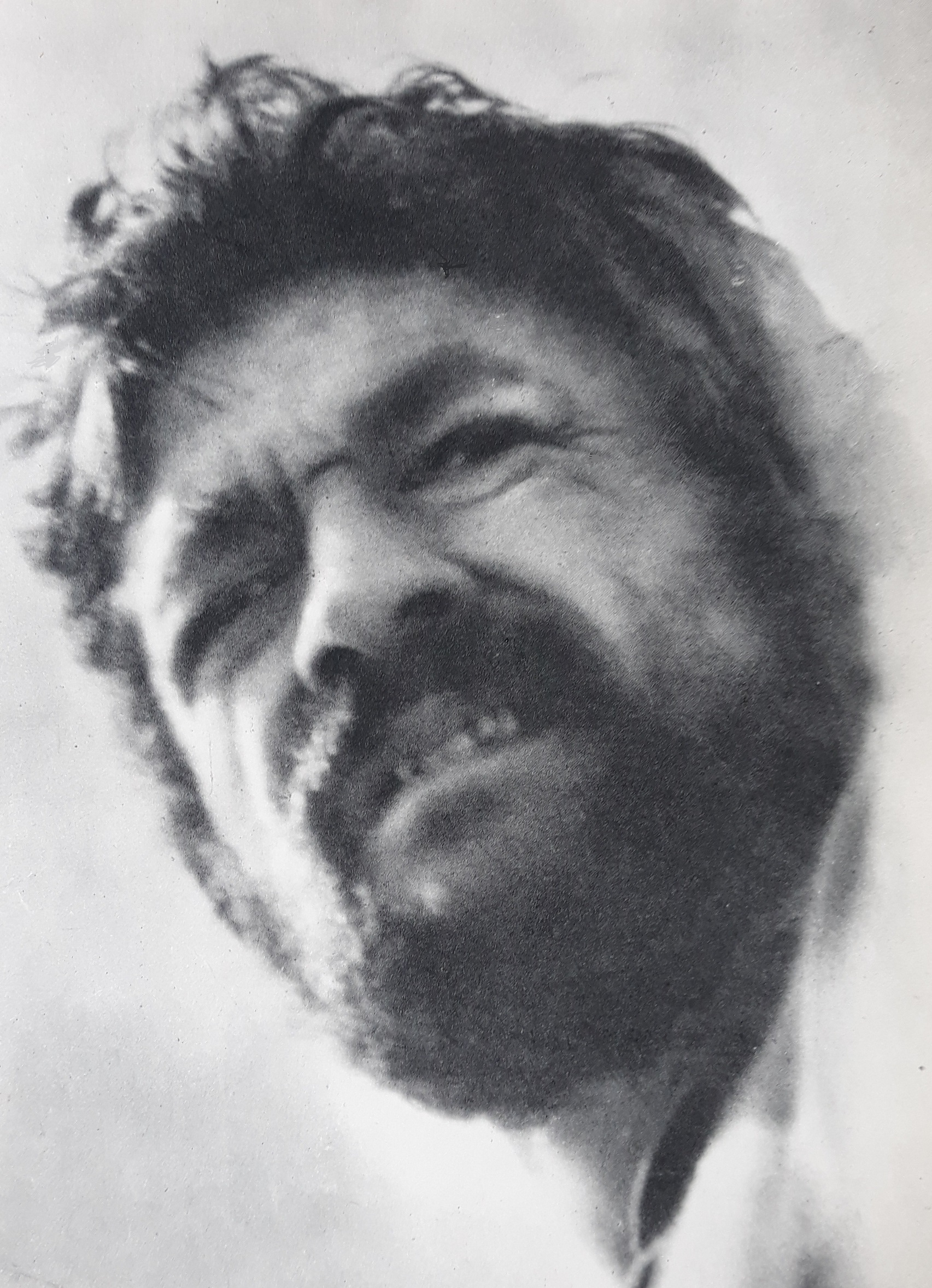
Bolesław Kowalski „Bolo”
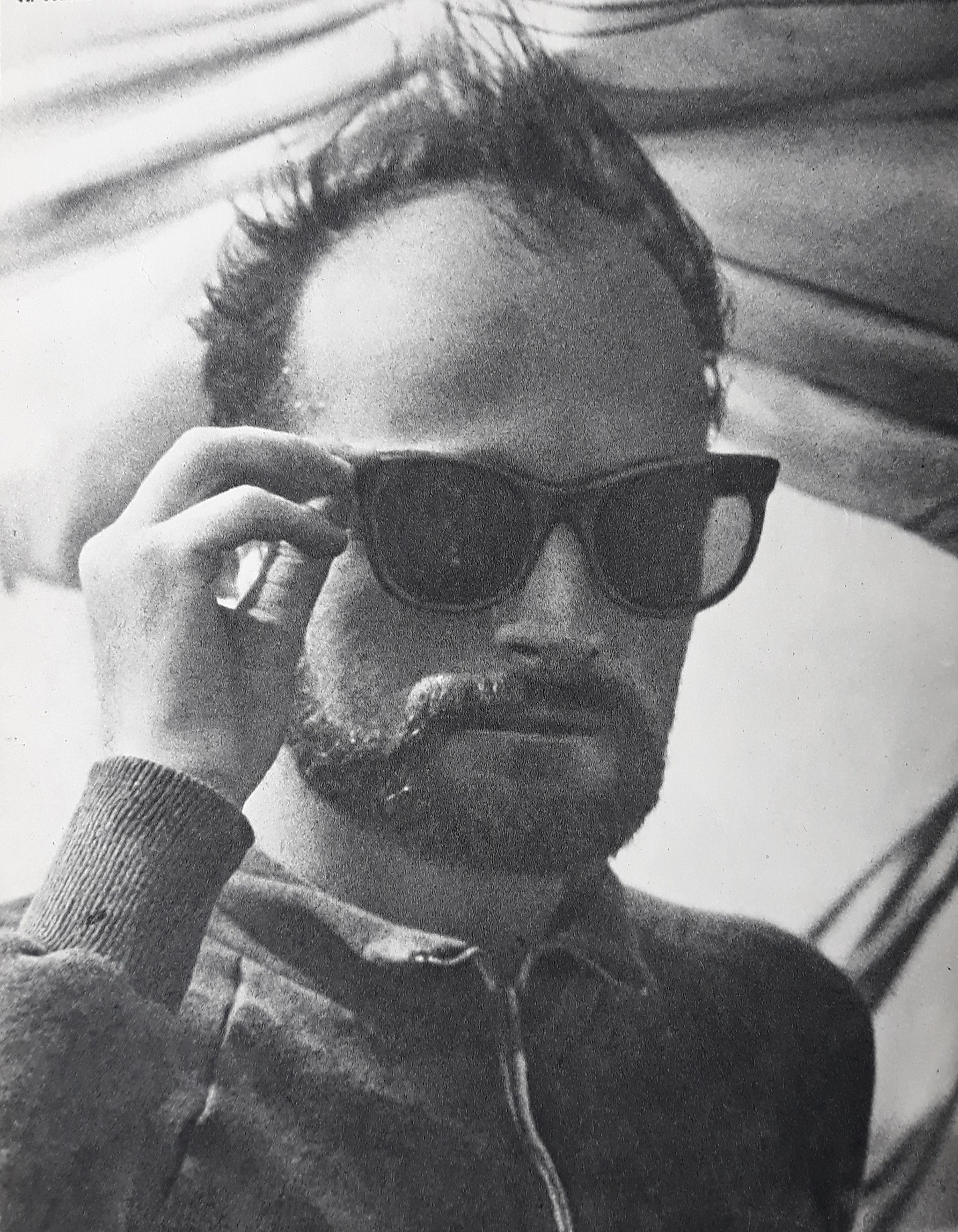
Tomasz Romer
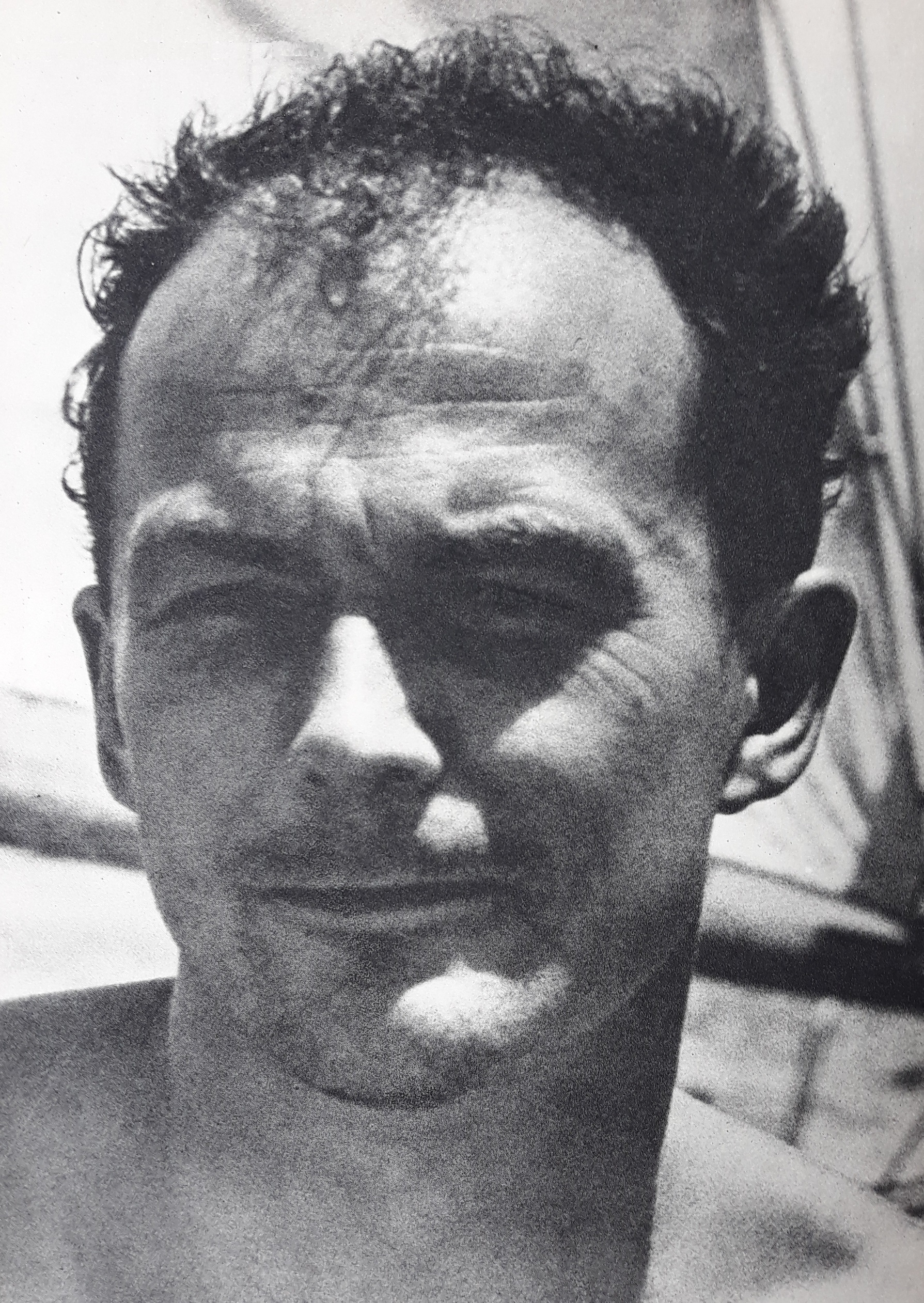
Jerzy Knabe
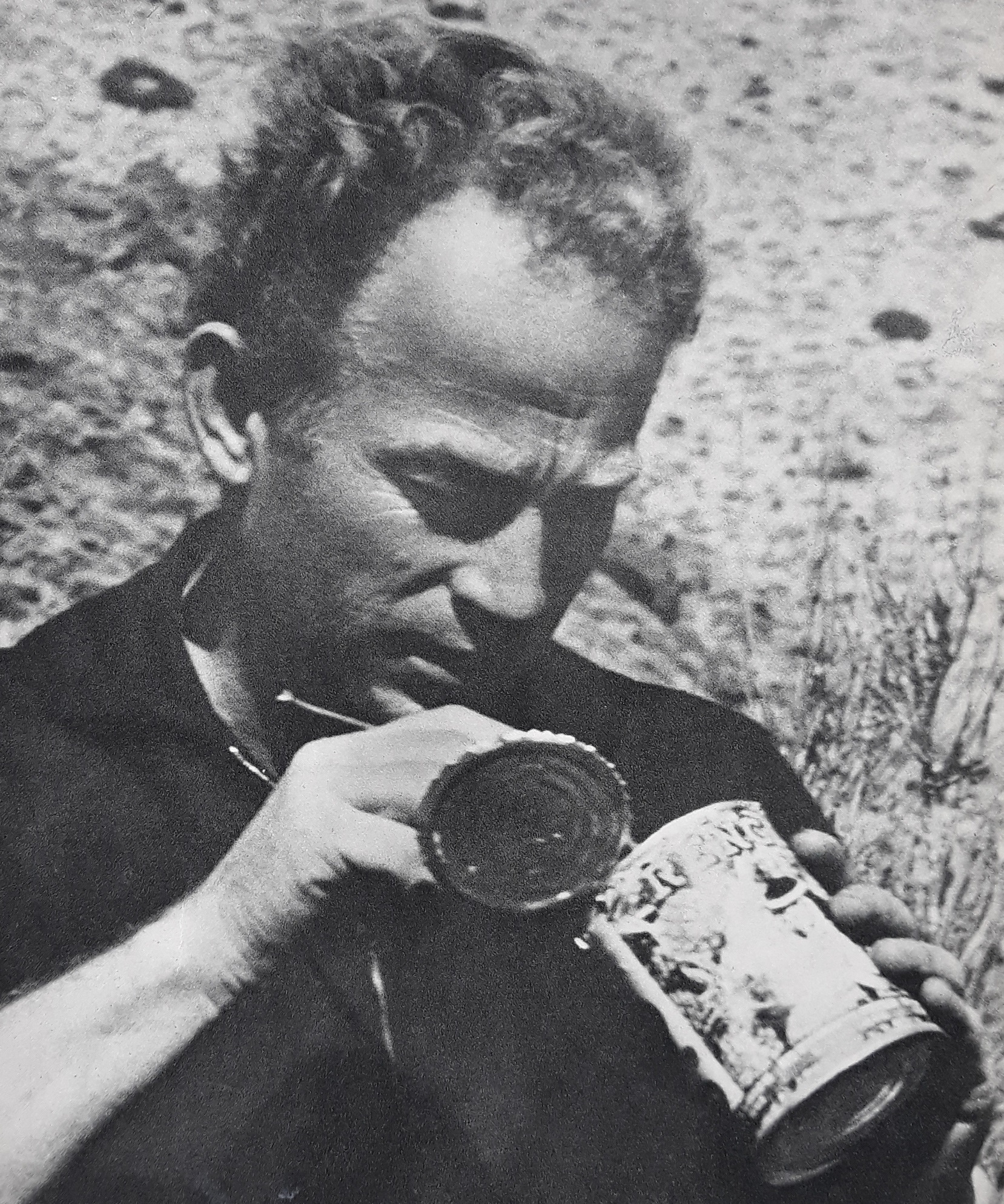
Bronisław Siadek
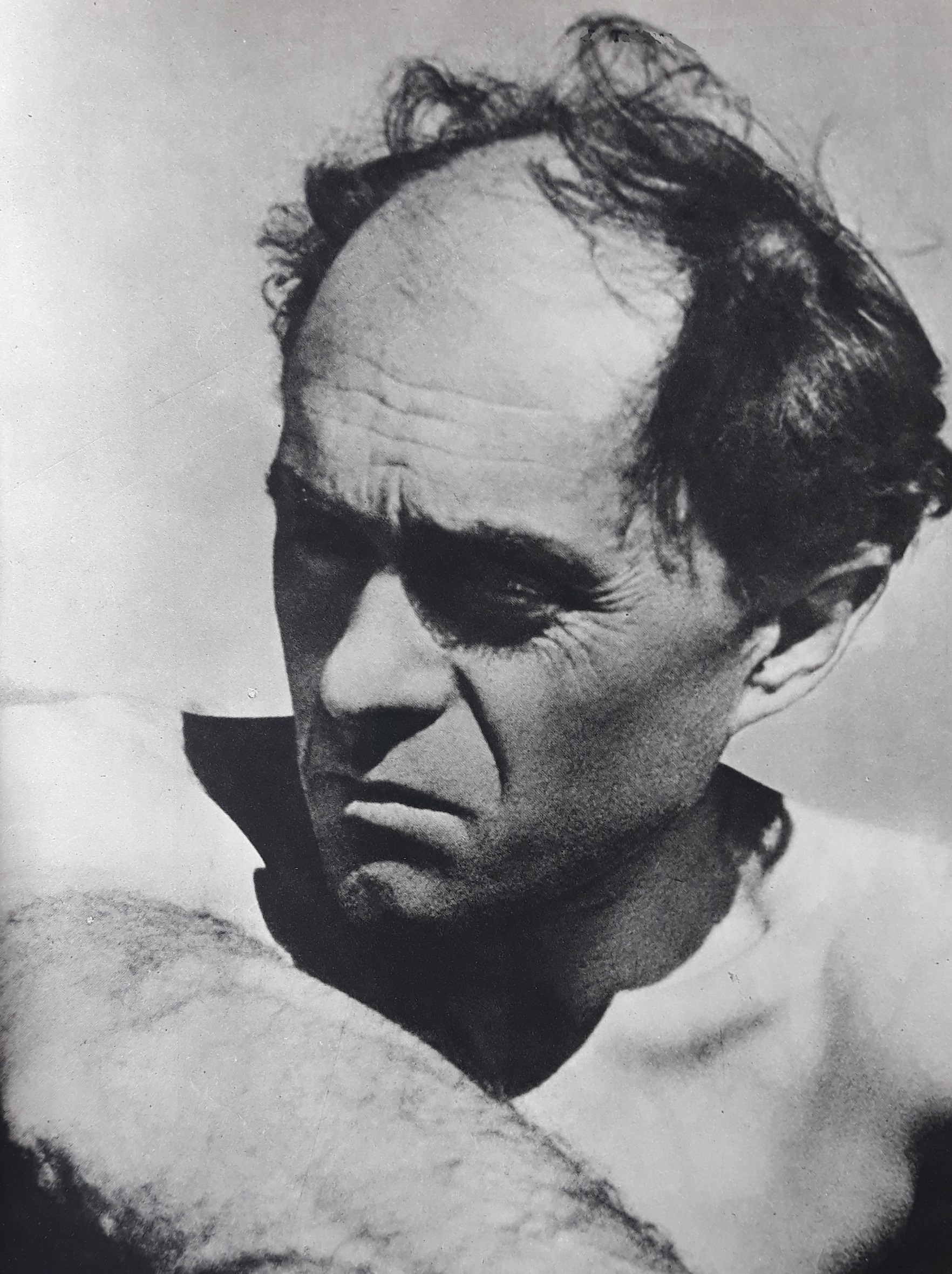
Tadeusz Wilgat
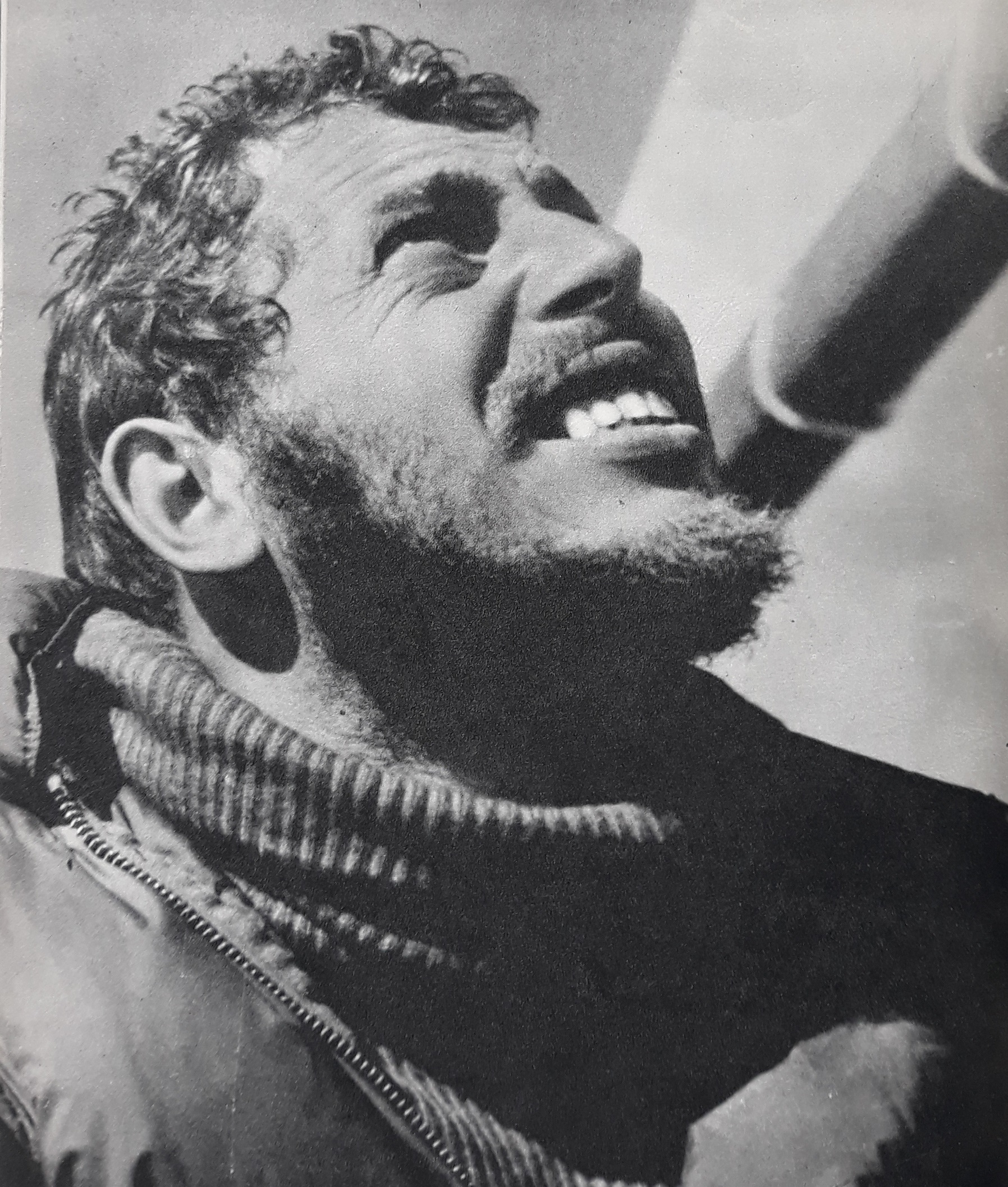
Krzysztof Wojciechowski „Cristobal”
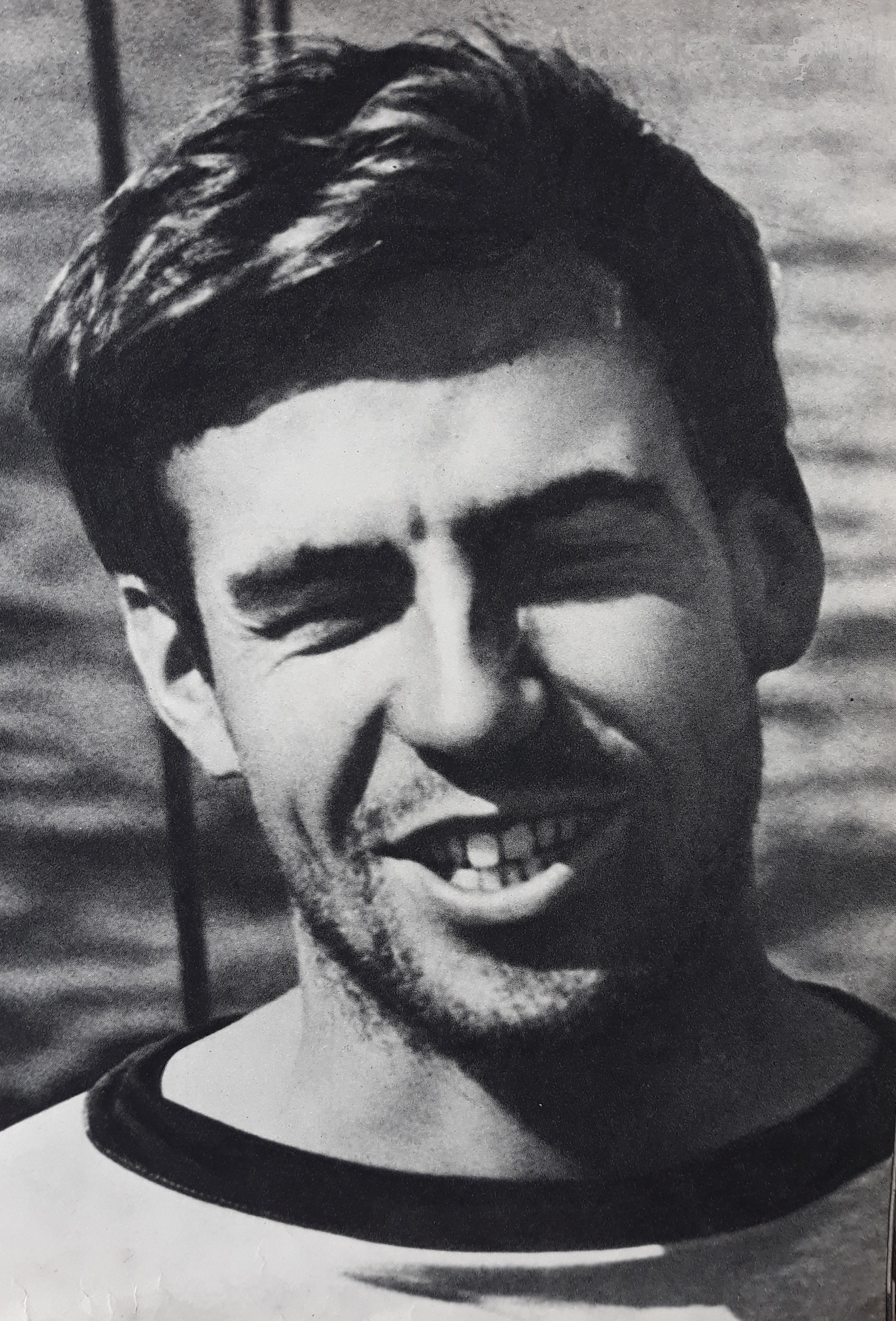
Krzysztof Baranowski „Chris”
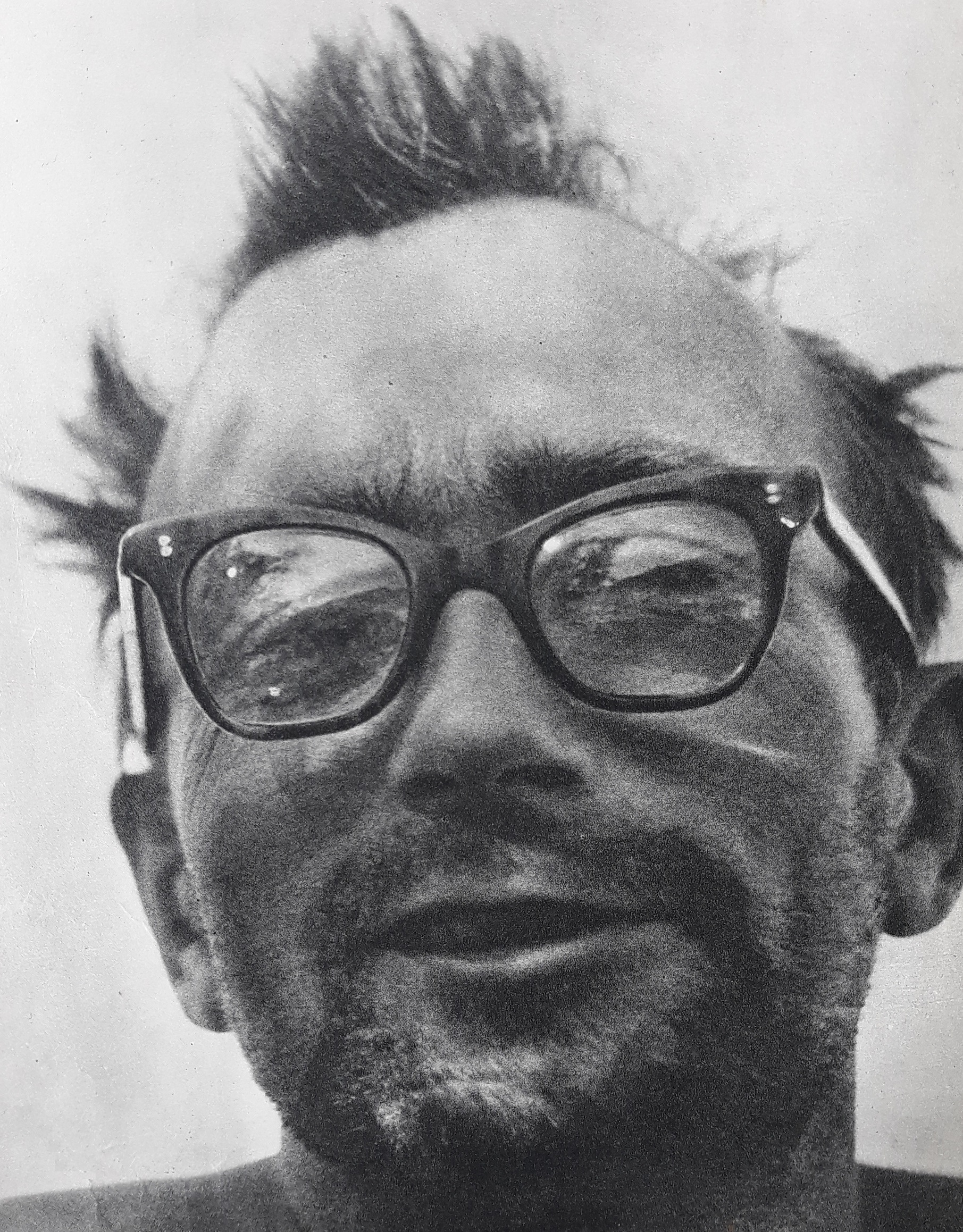
Ludomir Mączka „Ludojad”

Większość załogi była doświadczona, lecz stosunkowo młoda (średni wiek wynosił 33 lata) i choć nie wszyscy posiadali wysokie kwalifikacje żeglarskie, to dzięki kapitanowi Kowalskiemu udało się tak zorganizować pracę na jachcie, że żegluga przebiegła sprawnie i bez większych problemów. Kapitan wprowadził dwuwachtowy system obsługi jachtu. Czterech najbardziej doświadczonych żeglarzy prowadziło łódź na zmianę parami (Tomasz Romer z Krzysztofem Wojciechowskim oraz Jerzy Knabe z Bronisławem Siadkiem) w 6-godzinnych wachtach. Pierwsza wachta rozpoczynała się o godz. 02.00 i trwała do 08.00, po czym następowało śniadanie, a następnie do 11.30 prace pomocnicze na pokładzie (naprawy, remonty, konserwacja jachtu, pomoc w manewrach żaglami). Od 11.30 wachta miała dwie godziny czasu wolnego, o 13.30 był podawany obiad. Od 14.00 do 20.00 była druga służba za sterem, a po kolacji czas na sen do godziny 02.00. Wachta druga miała podobny rozkład zajęć, przesunięty w czasie, aby zapewnić ciągłość w bezpiecznym prowadzeniu jachtu.
W ciągu doby każdy wachtowy miał w sumie 15 godzin pracy za sterem lub na pokładzie, 2 godziny na posiłki i toaletę oraz 7 godzin (w dwóch ratach) na odpoczynek. Taki system był jednak trudny do wytrzymania w dłuższym okresie, toteż kapitan Kowalski wprowadził po kilku tygodniach modyfikacje: w czwartki i niedziele nie było dodatkowych trzygodzinnych wacht pokładowych. Odmienne godziny pracy miała natomiast część naukowa załogi, która prowadziła cykliczne pomiary i badania oraz kuk, który zajmował się praktycznie tylko przyrządzaniem posiłków i kuchnią. W sytuacjach nadzwyczajnych, jak sztormy czy awarie, cała załoga musiała stawić się na pokładzie. Sytuację komplikowały także roszady osobowe, np. na trasie Santos – Montevideo załoga liczyła tylko 5 osób, więc pierwotny system wacht był korygowany.

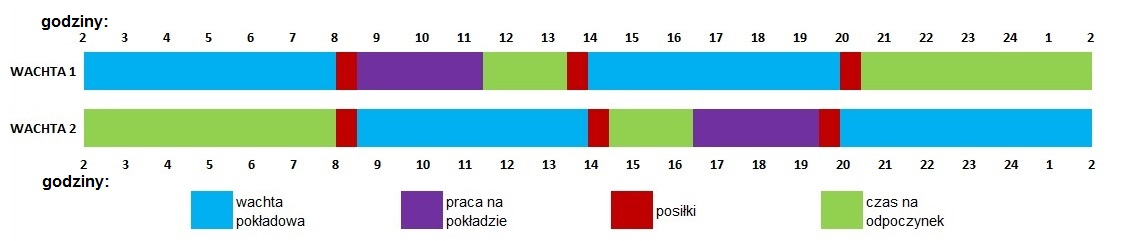
Rozkład wacht na jachcie "Śmiały"

## Przebieg rejsu

### Etap Polska  – Wielka Brytania

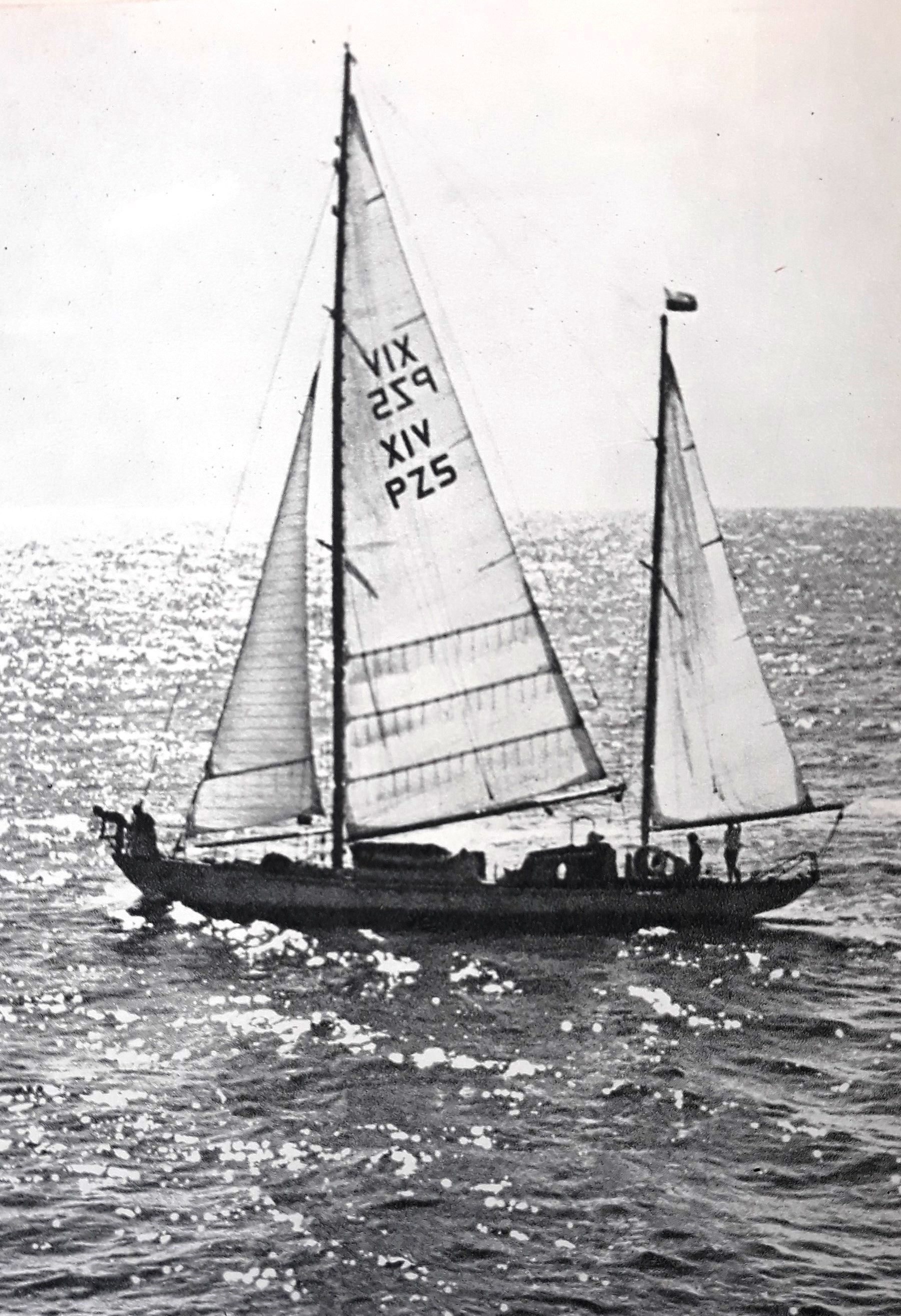
Śmiały pod żaglami

Termin rozpoczęcia rejsu przesunął się niemal o 2 miesiące z powodu opóźnienia w dostarczeniu zamówionego w Wielkiej Brytanii silnika. 22 lipca 1965 r. Śmiały wypłynął z Gdyni w rejs próbny, w czasie którego doszkalano i zgrywano załogę oraz testowano system wacht. W Szczecinie załadowano na niego około 5 ton ładunku – paliwa, sprzętu naukowego, części zamiennych, wyposażenia jachtowego i nawigacyjnego oraz żywności. Jacht wyruszył ostatecznie w rejs dnia 29 lipca 1965 roku po 22 miesiącach przygotowań. Pierwsza, krótka trasa prowadziła przez Trzebież i Świnoujście na wyspę Christiansø koło Bornholmu, gdzie w ciągu czterech dni załoga dokonała ostatnich prac kosmetycznych i klarowała jacht do dalszej drogi, na co nie starczyło czasu w Szczecinie. Następnie przez Kanał Kiloński Śmiały przepłynął na Morze Północne i udał się w kierunku Portsmouth i Southampton, gdzie zamierzano uzupełnić zapasy, przed dalszą podróżą. Należało też dokonać przeglądu gwarancyjnego silnika i naprawić echosondę, która nie pracowała prawidłowo, zwłaszcza podczas płynięcia na silniku.
Niestety, w trakcie tego odcinka rejsu wystąpiły poważne problemy zdrowotne u dra Mieczysława Klugego, zastępcy kierownika naukowego. Już w Kanale Kilońskim uskarżał się on na bóle serca, następnie doszła bezsenność i osowiałość. Choć wykonywał swe obowiązki badawcze, to jednak sprawiały mu one znaczną trudność. W Portsmouth dr Kluge został kompleksowo przebadany w Royal Naval Hospital, zarówno przez miejscowego lekarza jak i przez T. Romera, lekarza jachtowego. Wyniki badań potwierdziły, że pacjent nie potrafi się zaadaptować do warunków i trybu życia na morzu, czego wynikiem była apatia i początki depresji. Dalszy udział dra Klugego w kilkunastomiesięcznym rejsie był wykluczony. Podjęto jedyną w tych warunkach rozsądną decyzję o jego powrocie do kraju. T. Romer odwiózł go do Londynu, skąd Kluge udał się do Polski samolotem. Od tego momentu zastępcą kierownika naukowego został Krzysztof Wojciechowski, a załoga kontynuowała rejs w sześcioosobowym składzie.
Po opuszczeniu Portsmouth jacht zawinął na kilka godzin do Cowes na wyspie Wight, gdzie załoga odwiedziła najstarszy brytyjski klub żeglarski Royal Yacht Squadron, a później Yarmouth. Po wyjściu z portu żeglarze dowiedzieli się o nadciągającym z zachodu sztormie i postanowili poszukać schronienia w Poole. Tutaj doszło do wejścia jachtu na mieliznę podczas przypływu, z powodu nieporozumienia co do jednostek głębokości i zanurzenia jachtu wymienianych z pilotującą go łodzią (pomylono sążnie ze stopami). Ściąganie z mielizny trwało dwa dni, a zaangażowana w ten proces była cała załoga. Po tym incydencie zrezygnowano z pobytu w porcie i postanowiono udać się w dalszą drogę.

### Etap Wielka Brytania – Wyspy Kanaryjskie

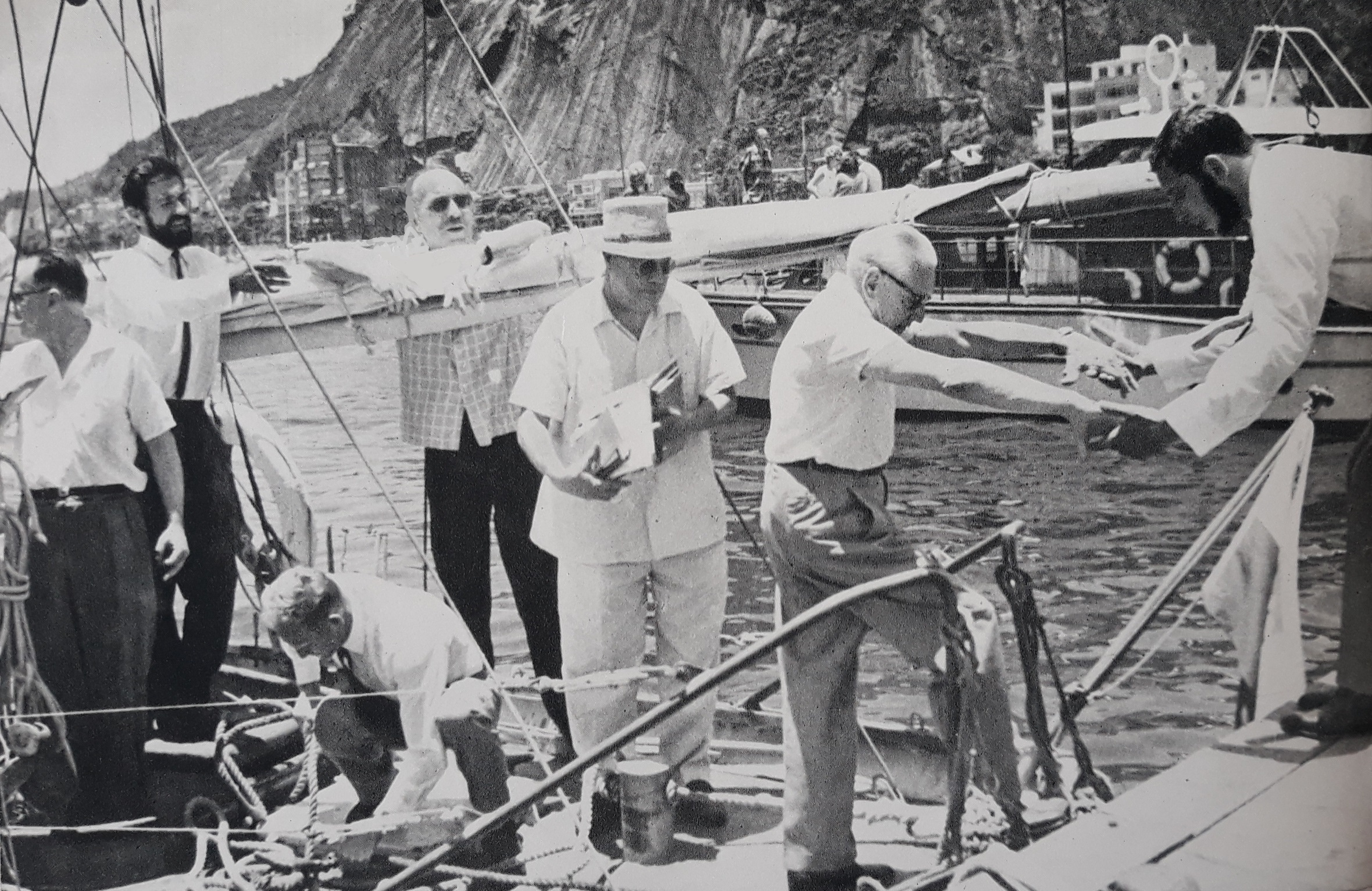
Wizyta oficjalna na pokładzie Śmiałego

Po wypłynięciu z Poole, Śmiały trafił na silne wiatry zachodnie, które w połączeniu z krótką i stromą falą spowodowały duże trudności w halsowaniu. Po kilku zwrotach przez sztag jacht tracił wysokość względem kierunku wiatru i był wciąż na trawersie wyspy Wight. Sytuacja nie poprawiała się i po dwóch dniach żeglugi jacht nadal znajdował się w Kanale La Manche. Na dodatek, silny wiatr spowodował kilka awarii żagli i takielunku, a przechył odciął dopływ paliwa do agregatu prądotwórczego, obluzowała się również kotwica. Dopiero trzeciego dnia udało się wyjść na Atlantyk i skierować Śmiałego na południe w kierunku Zatoki Biskajskiej. Tutaj żegluga przebiegała już znacznie łatwiej, tym bardziej że wiatr zmienił kierunek na północny, a płynący ku południowi prąd dodatkowo wspomagał żeglugę. Po dwóch tygodniach na oceanie załoga dotarła do portu Santa Cruz de Tenerife na Wyspach Kanaryjskich. Średnia prędkość na tym odcinku wyniosła 5,1 węzła, a rekordowy przebieg dobowy – 163 mile morskie.
W porcie dokonano koniecznych napraw i remontów, m.in. żagli podartych w sztormie w Kanale La Manche, odmalowano również kadłub. Załoga spotkała się z marynarzami z polskiego statku MS Bydgoszcz, stojącym akurat w porcie, dzięki czemu uzyskała najświeższe informacje z kraju. M.in. okazało się, że trzeba rozładować jedną z butli ze sprężonym powietrzem, ponieważ zachodziło podejrzenie iż jest wadliwa. Po kilku dniach rozpoczęto zwiedzanie wyspy, zamierzano również przeprowadzić badania naukowe wulkanu Pico de Teide. Wyprawę na tę górę zorganizowano wynajętą taksówką, która dowiozła załogę na wysokość około 2300 m, po czym badacze wspinali się przez około pięć godzin na szczyt, aż do krateru czynnego wulkanu, gdzie pobrali próbki skalne i udokumentowali pobyt filmami i zdjęciami. W trakcie wspinaczki na wysokości około 3450 m doszło do kolejnej nieprzewidzianej sytuacji – Tomasz Romer doznał ataku serca, który jak sam ocenił, był poważny. Po dłuższym odpoczynku Romer poczuł się lepiej i mógł zejść o własnych siłach do czekającego samochodu, którym załoga powróciła do portu. W Santa Cruz spędzono jeszcze kilka dni, w czasie których jego stan zdrowia poprawił się na tyle, że mógł kontynuować rejs, w dość łatwym odcinku do Brazylii. Tam postanowił podjąć ostateczną decyzję co do dalszego udziału w wyprawie, po dokładnych badaniach lekarskich.

### Etap Wyspy Kanaryjskie – Brazylia

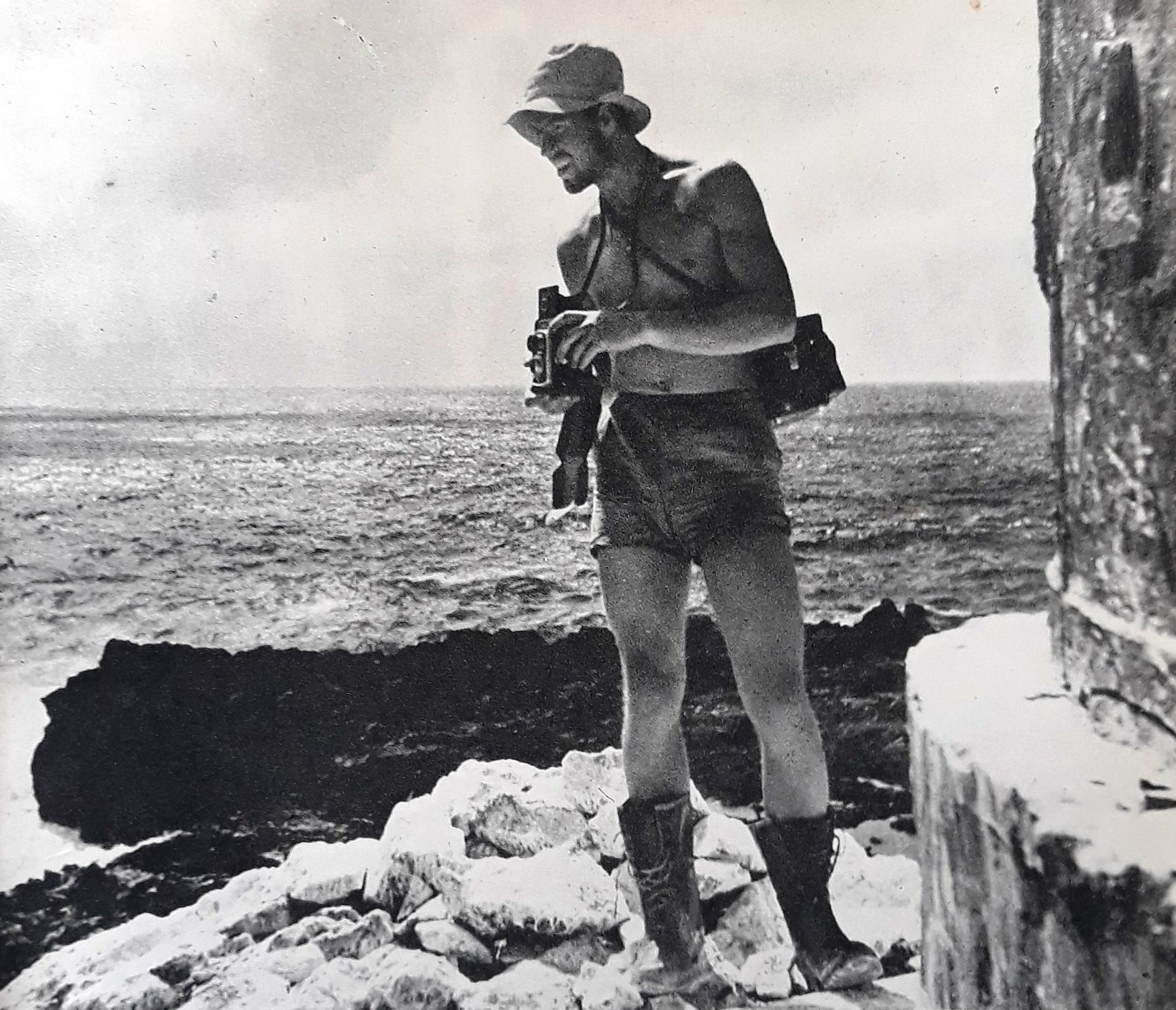
Tomasz Romer na Wyspach św. Piotra i Pawła

20 września 1965 r. po opuszczeniu Wysp Kanaryjskich Śmiały skierował się na południe w kierunku Wysp Zielonego Przylądka będących wówczas kolonią portugalską, odległych o około 800 mil morskich. Wkrótce po wyjściu z portu prawie cała załoga miała objawy zatrucia pokarmowego, jednakże ustąpiły one po lekach i zastrzykach zaaplikowanych przez lekarza jachtowego. Po kilku dniach żeglugi w sprzyjających północno-wschodnich pasatach, jacht zawinął do Mindelo na wyspie São Vicente. Postój trwał dwa dni, załoga zwiedzała miasteczko i najbliższą okolicę nie prowadząc jednak żadnych badań, uzupełniono tylko zapas wody i paliwa konieczny na długą trasę do Brazylii. W trakcie postoju nastąpił groźny incydent – zapaliła się nafta w prymusie podczas gotowania i K. Baranowski podczas gaszenia doznał poparzeń ręki, co na kilka dni wyeliminowało go z obsługi kambuza
Kolejnym przystankiem miały być skaliste Wyspy Świętego Piotra i Pawła, do których dotarcie w czasach tradycyjnej nawigacji było niezwykle trudne. Wysepki te są bardzo niewielkie, zajmują obszar zaledwie kilkuset metrów, więc łatwo je przeoczyć na oceanie, zwłaszcza przy złej pogodzie. Po kilku dniach żeglugi, początkowo w sztormie, a następnie w równikowym pasie ciszy, okazało się, że pozycja zliczona znacznie różni się od pozycji obserwowanej, co było wynikiem znacznego znosu wskutek działania prądu Południoworównikowego. Po dokładnych pomiarach pozycji sekstantem kapitan nakazał zawrócić jacht i płynąć na silniku pod prąd, co doprowadziło Śmiałego do poszukiwanych skał w dniu 13 października 1965 r. Wyspy te były bardzo rzadko badane naukowo, z powodu trudnej dostępności, nigdy wcześniej nie osiągnęła ich żadna polska jednostka. Na skały niełatwo dostać się od strony morza, ponieważ nie ma tam żadnych naturalnych miejsc do lądowania ani zacumowania, zaś rzucenie kotwicy ze względu na głębokość i skaliste dno nie wchodziło w grę. Postanowiono dokonać rekonesansu za pomocą bączka, w wyniku którego opracowano plan zacumowania jachtu w małej zatoczce na dwóch cumach z dziobu i rufy podanych na ląd za pomocą rzutki. Niestety, manewry te nie powiodły się, bączek przewrócił się na fali przyboju przy brzegu narażając Krzysztofa Baranowskiego na niebezpieczeństwo. Na domiar złego rzutka cumy wkręciła się w śrubę napędową jachtu, co omal nie spowodowało rozbicia Śmiałego o skały. Zrezygnowano z prób cumowania i załoga na brzeg dostawała się kolejno bączkiem, zaś jacht dryfował w bezpiecznej odległości od skał przez dwie doby. Zbadano faunę wyspy, którą stanowiły głuptaki i kraby, zebrano również próbki skalne. Dodatkowo Tomasz Romer przez kilka godzin filmował z wyspy jacht pływający pod żaglami różnymi kursami wokół skał.
Śmiały ponownie skierował się na południe i następnego dnia jako drugi polski jacht żaglowy przeciął równik. Zgodnie z marynarską tradycją zorganizowano chrzest równikowy, który objął większość załogi, bowiem tylko Bronisław Siadek i Jerzy Knabe przekraczali wcześniej równik drogą morską. Po kilku następnych dniach żeglugi na południe z Prądem Brazylijskim Śmiały dotarł do portu w Rio de Janeiro. Tutaj jacht spędził niemal trzy tygodnie, początkowo w marinie Iate Clube, a następnie na kotwicowisku Isla Fiscal. W trakcie pobytu załoga spotkała się z przedstawicielami Polonii brazylijskiej, z konsulem polskim oraz członkami Brazylijskiego Towarzystwa Geograficznego. Zwiedzano również okolice, m.in. Petropólis w paśmie górskim Serra do Mar. Kolejny krótki etap prowadził do Santos, gdzie postój trwał dwa tygodnie. Wymieniono tam sprowadzoną z Wielkiej Brytanii skrzynię biegów silnika korzystając z pomocy polskiego mechanika. Członkowie załogi zostali zaproszeni na noclegi do polskich rodzin. Niestety, po badaniach lekarskich, załogę musiał opuścić Tomasz Romer. Okazało się, że zawał serca, którego doznał na Wyspach Kanaryjskich nie pozwala mu na wyczerpującą podróż przez Cieśninę Magellana, toteż powrócił drogą lotniczą do kraju. Funkcję I oficera objął po nim Jerzy Knabe, zaś lekarza – kapitan Kowalski. Załogę miał uzupełnić w Argentynie Ludomir Mączka.

### Etap Brazylia – Argentyna

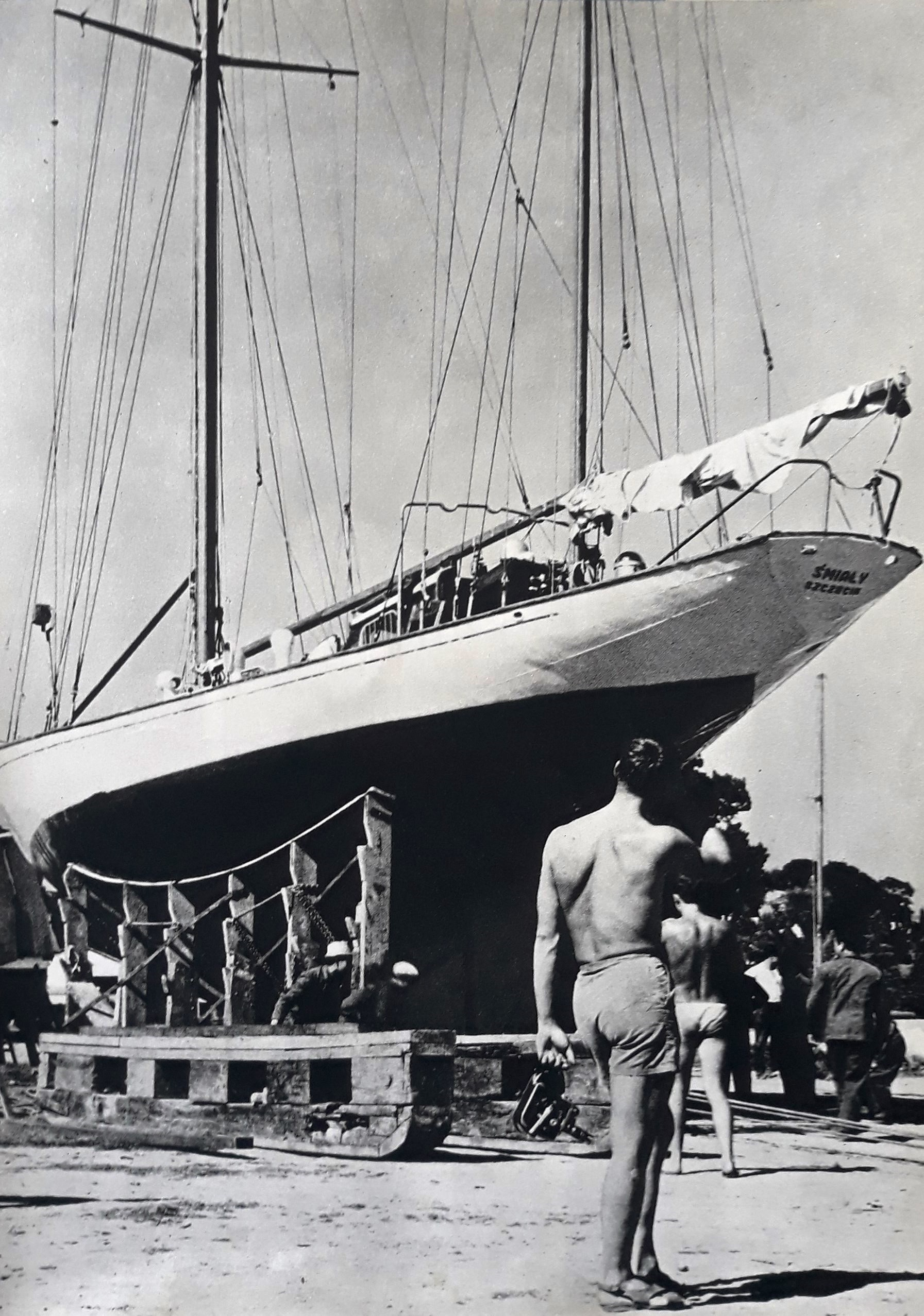
Jacht po remoncie w Buenos Aires

Z portu w Santos jacht wyruszył z pięcioosobową załogą, co podniosło trudność żeglugi, tym bardziej, że jacht nękany był awariami w sztormowej pogodzie w okolicach Wyspy Świętej Katarzyny. Między innymi, trzeba było wymienić stalowe linki relingu, które popękały wskutek korozji i naprężeń. W czasie sinego wiatru rozdarł się na pół przedni żagiel fok, zaś zalanie wodą zaburtową maszynowni spowodowało unieruchomienie rozrusznika silnika, co pozbawiło jacht napędu mechanicznego. W związku z tym, manewr wejścia do Montevideo, stolicy Urugwaju musiał być przeprowadzony na żaglach. Niestety, nie udało się wyciągnąć jachtu na brzeg, za to naprawiono rozrusznik. W tym porcie załoga spędziła Boże Narodzenie i Nowy Rok. Na święta członkowie załogi zostali zaproszeni do rodzin polonijnych. Jacht odwiedzili członkowie załogi urugwajskiego jachtu Alferez Campora, który opłynął Ziemię w latach 1960-62 oraz kilkoro innych żeglarzy, dla których port był etapem oceanicznych rejsów.
Po kilkunastodniowym postoju w Montevideo, jacht popłynął w poprzek Rio de La Plata do Buenos Aires. Tutaj do załogi dołączył Ludomir Mączka, rezerwowy członek załogi, który dotarł do Argentyny polskim statkiem handlowym. Było to istotne wzmocnienie obsady jachtu, posiadał on bowiem patent kapitana jachtowego, doskonale znał się na pracach bosmańskich oraz był z wykształcenia geologiem, więc mógł również brać udział w badaniach naukowych. Po zaokrętowaniu przejął funkcję II oficera i bosmana. W Buenos Aires nareszcie udało się przeprowadzić remont kadłuba. Dzięki uprzejmości i gościnności Yacht Club Argentino Śmiały został wyslipowany za darmo w stoczni San Fernando, gdzie żeglarze własnymi siłami oczyścili podwodną część kadłuba obrośniętą muszelkami i roślinnością wodną oraz pomalowali kilkoma warstwami farby. Prace te zajęły blisko trzy tygodnie. W międzyczasie załoga spotykała się z przedstawicielami Polonii, władzami argentyńskimi, prasą i telewizją, ambasadorem Polski, zwiedzała miasto i okolicę. Dzięki uprzejmości lokalnej Polonii załoga mogła również niedrogo wyleczyć zęby u dentysty. Kulminacyjnym momentem pobytu w Buenos Aires była krótka audiencja u prezydenta Argentyny Arturo Umberto Illi oraz złożenie kwiatów w oficjalnej ceremonii pod pomnikiem argentyńskich bohaterów – generała José Francisco de San Martína i admirała Williama Browna.
Przed wypłynięciem w dalszą drogę zastanawiano się nad wyborem trasy. Brano pod uwagę rejs wokół Przylądka Horn, co stanowi wielką nobilitację dla żeglarzy, było jednak niebezpieczne. Poza tym droga ta była dłuższa i niosła ze sobą ryzyko wystąpienia awarii, które trudno byłoby naprawić. Z kolei trasa przez Cieśninę Magellana to mniejszy sukces sportowy, ale prowadząca przez obszary sprzyjające badaniom naukowym, ponadto umożliwiająca żeglugę dzienną i postoje nocne. Biorąc pod uwagę opóźnienie rejsu oraz geograficzno-naukowy charakter wyprawy podjęto decyzję o przejściu Cieśniny Magellana, a następnie żeglugi kanałami zachodniej Patagonii na Ocean Spokojny.

### Etap Argentyna – Chile

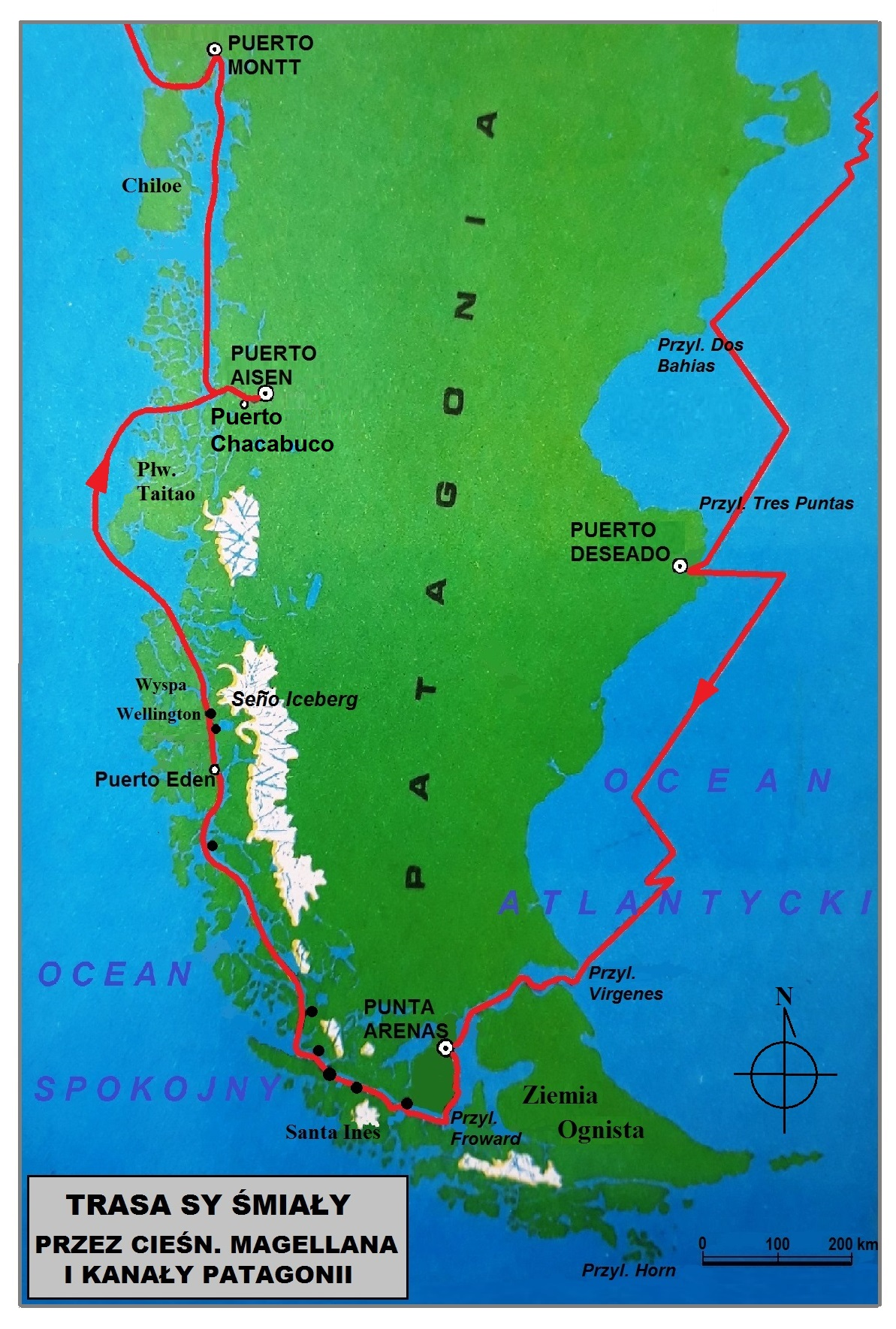
Trasa "Śmiałego przez Patagonię

Śmiały opuścił Buenos Aires 2 lutego 1966 roku i popłynął na południe zawijając po drodze do Mar del Plata, a następnie Puerto Deseado. Również i ten odcinek załoga pokonywała w bardzo trudnych warunkach pogodowych. Doszło do kilku kolejnych awarii, podarcia żagli, utraty dwóch kół ratunkowych, ale najpoważniejsze było pęknięcie linki mechanizmu sterowego. Jej wymiana w skrajnie trudnych warunkach pogodowych trwała osiem godzin, w czasie których Śmiały dryfował w kierunku lądu zalewany przez wysokie fale. Przez kilka dni trwały sztormy, z małą widzialnością, niskimi chmurami i opadami, co uniemożliwiało dokładne określenie pozycji jachtu. Konieczne było sprawdzenie i ponowne określenie dewiacji kompasu. 25 lutego 1966 r. jacht znalazł się obok Przylądka Dziewic u wejścia do Cieśniny Magellana. Pokonanie ostatnich 300 mil zajęło ponad 8 dni.
Cieśnina Magellana jest bardzo wymagającą drogą wodną z uwagi na trudne warunki nawigacyjne, anomalie magnetyczne, przeciwne wiatry, deszcze i ograniczoną widzialność przez większą część roku, a także dość silne prądy pływowe, które zwłaszcza w wąskich przesmykach mogą sprawiać trudności małym jednostkom. Niebezpieczne są porywiste podmuchy wiatru katabatycznego z różnych kierunków, spływające ze stromych gór, tzw. williwaws. Sprawę pogarszał brak wiarygodnych map, te którymi dysponowała załoga nie pokazywały wszystkich mielizn i skał podwodnych, nie można też było liczyć na znaki nawigacyjne czy latarnie. Przejście dwóch zwężeń Angostura wymagało skoordynowania czasu żeglugi z przypływem, gdyż płynięcie pod silny prąd na silniku było niemożliwe. Po dwóch dniach jacht zacumował w Punta Arenas. Tutaj załoga skorzystała z gościny chilijskiej fregaty Covadonga, gdzie mogła się wykąpać i została zaproszona na bankiet. W porcie zakupiono żywność na dalszą drogę, oraz paliwo do silnika, którego rola w tym etapie była kluczowa. Ponieważ zbiornik jachtu mieścił około 300 litrów, zatankowano dodatkowo ponad 600 litrów ropy do kanistrów i beczek, z czego dwie umocowano na pokładzie.

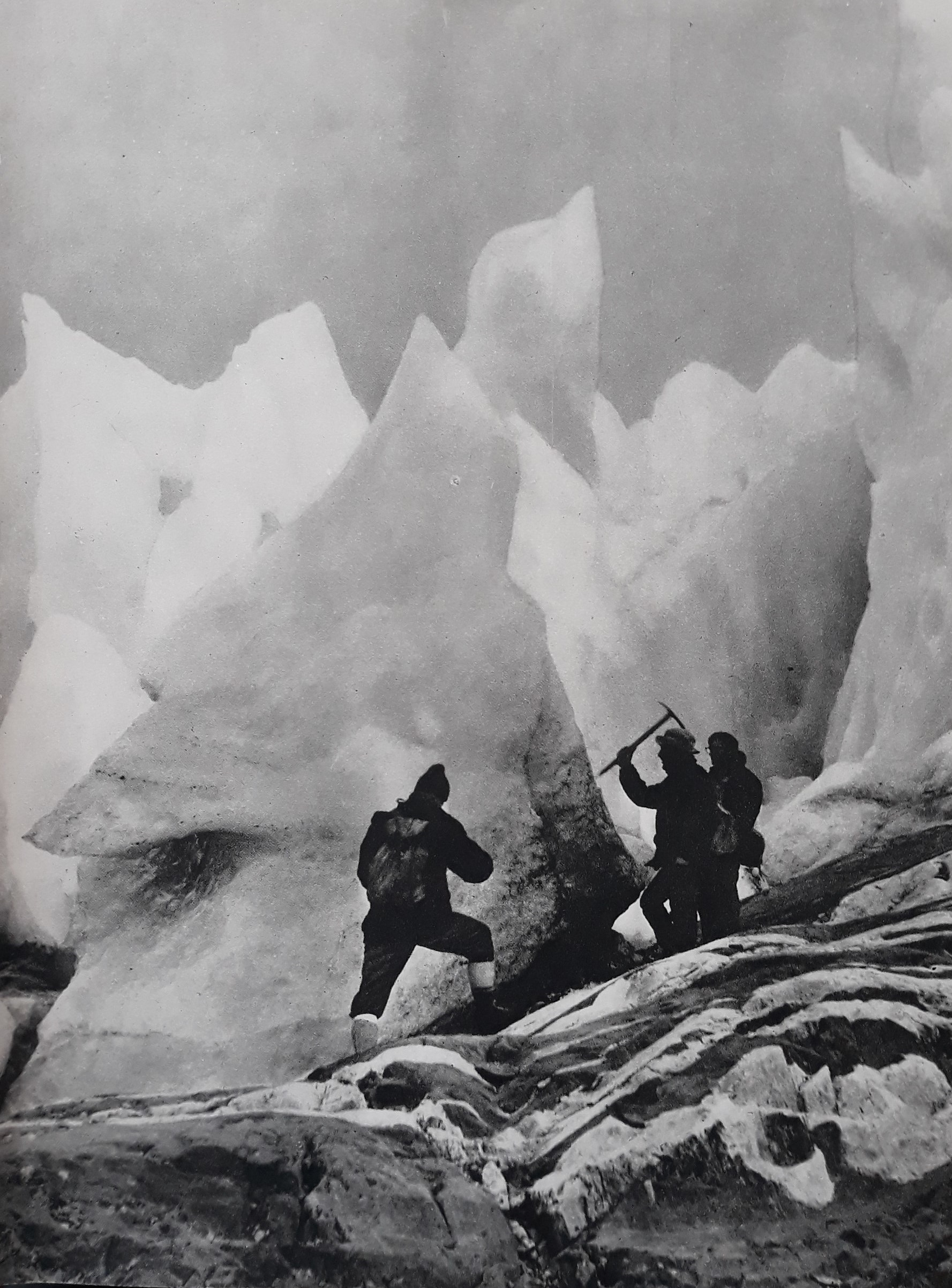
Badanie lodowca Mount Wharton na wyspie Santa Inez

Dalsza droga odbywała się głównie na siniku i wyłącznie w ciągu dnia. Śmiały minął przylądek Froward, najdalej na południe wysunięty punkt całego rejsu i skierował się na zachód. Na noc jacht kotwiczył lub cumował w wyszukanych wcześniej na mapie zatokach osłoniętych od wiatru. W trakcie tych postojów załoga badała m.in. lodowiec Mount Wharton znajdujący się na wyspie Santa Inés. Po kilku dniach jacht osiągnął zachodni kres cieśniny i popłynął na północ w kierunku kanałów między Wyspami Królowej Adelajdy. 10 marca, u wejścia do kanału Smytha udało się wysłać do Polski depeszę z latarni morskiej na wysepce Fairway obsługiwanej przez samotnego latarnika. W trakcie żeglugi kanałami Patagonii dotychczasowy kuk – Krzysztof Baranowski zdał obowiązki kucharza, początkowo Bronisławowi Siadkowi a następnie Ludomirowi Mączce, sam zaś pełnił wachtę pokładową i prowadził jacht.
Żegluga kanałami, pomiędzy skalistymi wyspami była jeszcze bardziej niebezpieczna niż w Cieśninie Magellana, za sprawą pływającego lodu ze schodzących z gór lodowców. Po kilku dniach żeglugi, głównie na silniku, Śmiały zatrzymał się w niewielkiej osadzie Puerto Eden na wyspie Wellington, którą zamieszkiwało w prymitywnych warunkach kilkudziesięcioro ostatnich Indian z plemienia Alakalufów oraz kilkuosobowy personel stacji meteorologicznej i radiostacji wojskowej. Następnym punktem rejsu był lodowiec Bernardo, którego jęzor stanowi ujście do oceanu wielkich lodowców w patagońskich Andach. Załoga zakotwiczyła jacht w fiordzie Seno Iceberg, po czym jej część udała się na badania terenowe realizując cele naukowe. Obserwowano liczne przypadki cielenia się lodowca w zatoce, badano osady lodowcowe, pobierano próbki skał oraz kartowano linię brzegową i dokonywano pomiarów głębokości. Piątego dnia postoju wiatr zaczął spychać lód pływający w zatoce w stronę brzegu, co groziło unieruchomieniem jachtu w lodach lub nawet jego zniszczeniem. Pozostający na pokładzie wachtowi wezwali sygnałem z rakietnicy ekspedycję lądową, która niemal w ostatniej chwili dotarła na jacht bączkiem, torując sobie drogę pośród pływającej kry. Również sam jacht nie bez trudu opuścił zatokę lawirując w gęstniejącej pokrywie lodowej.

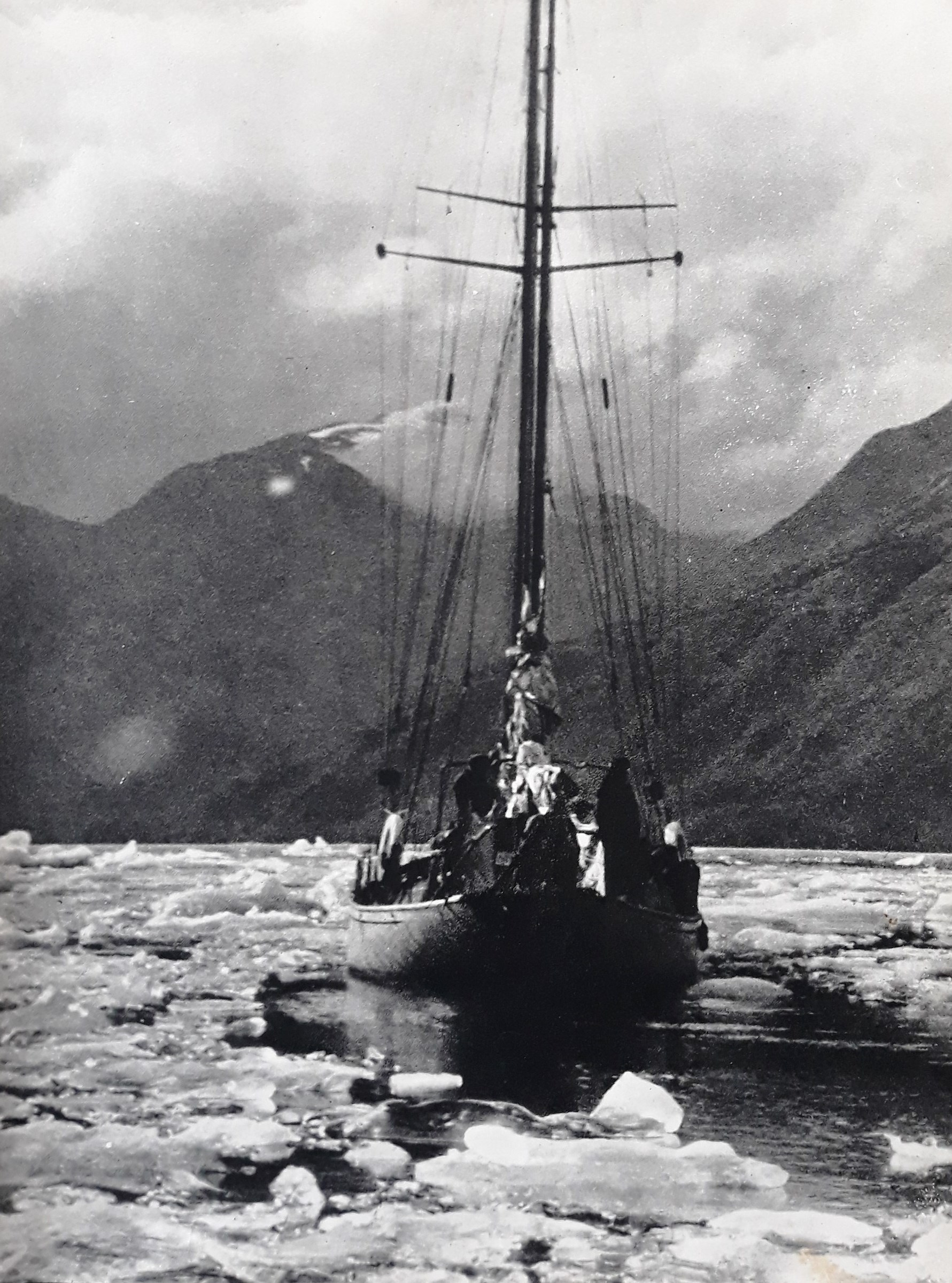
Jacht w lodowej pułapce

Po kilku kolejnych dniach jacht wypłynął na krótko na Ocean Spokojny by ominąć półwysep Taitao, następnie Kanałem Darwina dostał się do ujścia rzeki Rio Aisén. Tutaj doszło do wejścia na mieliznę Banco Babor, nieoznakowaną na mapach, powstałą wskutek naniesienia osadów po powodzi, która zniosła również znak nawigacyjny. Tym razem problem był poważny, gdyż jacht utknął tam w czasie przypływu syzygijnego, co mogło utrudnić, bądź wręcz uniemożliwić zejście z niej o własnych siłach. Po kilkudniowych próbach zejścia z mielizny za pomocą motorówki, kotwic a nawet wykopania rynny pod kilem jachtu pomoc zaoferował znajdujący się w pobliżu chilijski kabotażowiec Rio Baker. Jacht miał ubezpieczenie na wypadek holowania, kapitan Kowalski wynegocjował cenę za tę usługę na 120 dolarów, jednakże spór o zapłatę ciągnął się przez 3 miesiące a rachunek wyniósł ostatecznie 500 dolarów. Statek za pomocą holu ściągnął Śmiałego z mielizny bez większych uszkodzeń, po czym jacht dotarł samodzielnie do portu Chacabuco, ale utracił dwie kotwice i kilkadziesiąt metrów liny skradzione przez miejscowych rybaków. Pomimo serdecznego przyjęcia przez lokalną społeczność, władze portowe szykanowały załogę jachtu, próbowały dokonać rewizji na pokładzie w podejrzeniu posiadania przemycanych towarów, następnie zmusiły kapitana do wzięcia na pokład dwóch pilotów w kolejnym etapie do Puerto Montt. W tym porcie dołączył do załogi Śmiałego Tadeusz Wilgat, kierownik naukowy wyprawy, który przybył do Buenos Aires samolotem i drogą lądową przez Santiago dojechał do Puerto Montt. Jacht zatrzymał się tu na kilka dni w celu dokonania niezbędnych napraw, znowu niesprawny był silnik, agregat prądotwórczy, prostownik a także kuchenka w kambuzie.

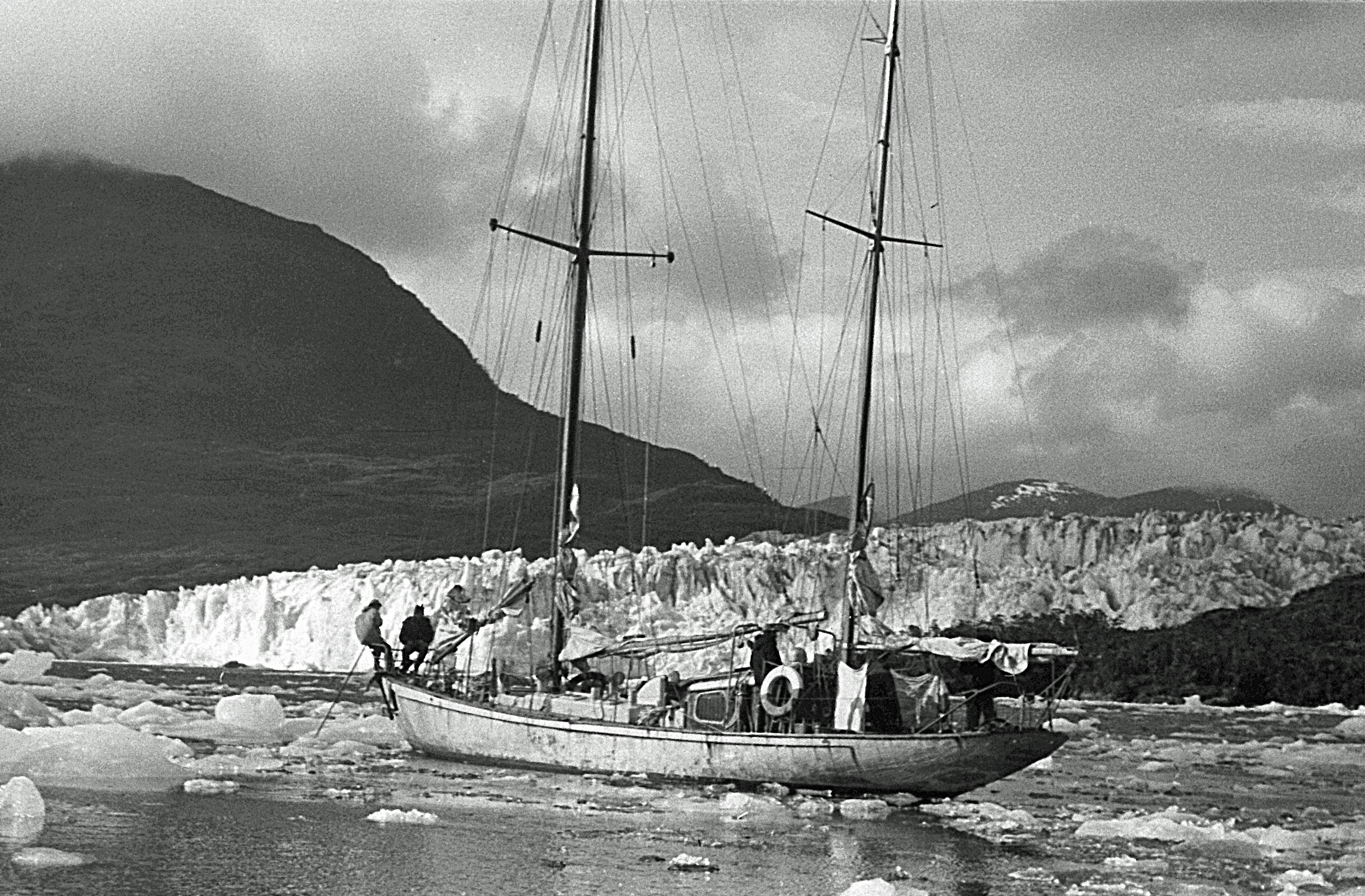
Śmiały przy lodowcu w fiordzie Seno Iceberg

 Po siedmiu dniach żeglugi przez Pacyfik załoga dotarła do Valparaíso, gdzie jacht zacumował na blisko dwa miesiące. W tym czasie naukowa część załogi udała się na zaplanowane wcześniej badania terenowe na lądzie, będące głównym celem wyprawy, a pozostali zajęli się remontem jachtu. W czasie gdy naukowcy prowadzili prace hydrograficzne w dorzeczu rzeki Aconcagua, Śmiały pozostawał zacumowany na dwóch pływających beczkach około 200 m od brzegu, przez co łączność z lądem była możliwa tylko za pomocą motorówek lub własnego bączka. Mimo to, jacht był często odwiedzany przez różnych gości, m.in. przez Anę Domeyko wnuczkę Ignacego Domeyki. 19 maja 1966 doszło do ważnego spotkania załogi z przedstawicielami działającego w Ameryce Południowej „La Hermandad de la Costa” („Bractwa Wybrzeża”). Członkowie załogi zostali uroczyście przyjęci do Bractwa, z numerami 1–6 w nowo powstającym Bractwie Polskim (Mesa Kaprów Polskich). Członkostwo w elitarnym klubie opłaciło się, pomagało bowiem przezwyciężyć różne trudności administracyjne w portach południowoamerykańskich.
Mimo iż badania hydrograficzne były prowadzone na zlecenie i pod nadzorem władz chilijskich, wliczając w to również wojsko, po kilku tygodniach do Śmiałego dotarła informacja o konieczności przerwania tych prac i opuszczenia portu. Pomimo odwołań składanych przez kapitana Kowalskiego i prowadzenia różnych rozmów wyjaśniających, władze nakazały załodze wypłynięcie z Valparaíso w ciągu tygodnia. Prace terenowe zostały przerwane, na szczęście zostały wykonane prawie w komplecie i wkrótce po powrocie naukowców na jacht można było przygotować się do wyjścia w morze. Wypłynięcie przyspieszyło zbliżanie się sztormu, który był bardzo niebezpieczny dla jednostek cumujących w otwartej od strony morza zatoce. Znacznie bezpieczniejsze było sztormowanie na oceanie z dala od lądu. Śmiały wypłynął z Valparaíso wieczorem 14 czerwca 1966 r. niemal w ostatniej chwili przed nadchodzącą burzą. Po kilku dniach załoga dowiedziała się o znacznych spustoszeniach jakie sztorm poczynił w porcie – kilka jednostek zerwało się z kotwic i rozbiło o nabrzeże, podtopiona była dzielnica portowa, zniszczonych było kilka mostów, zginęły cztery osoby.

### Etap Chile – Bahamy

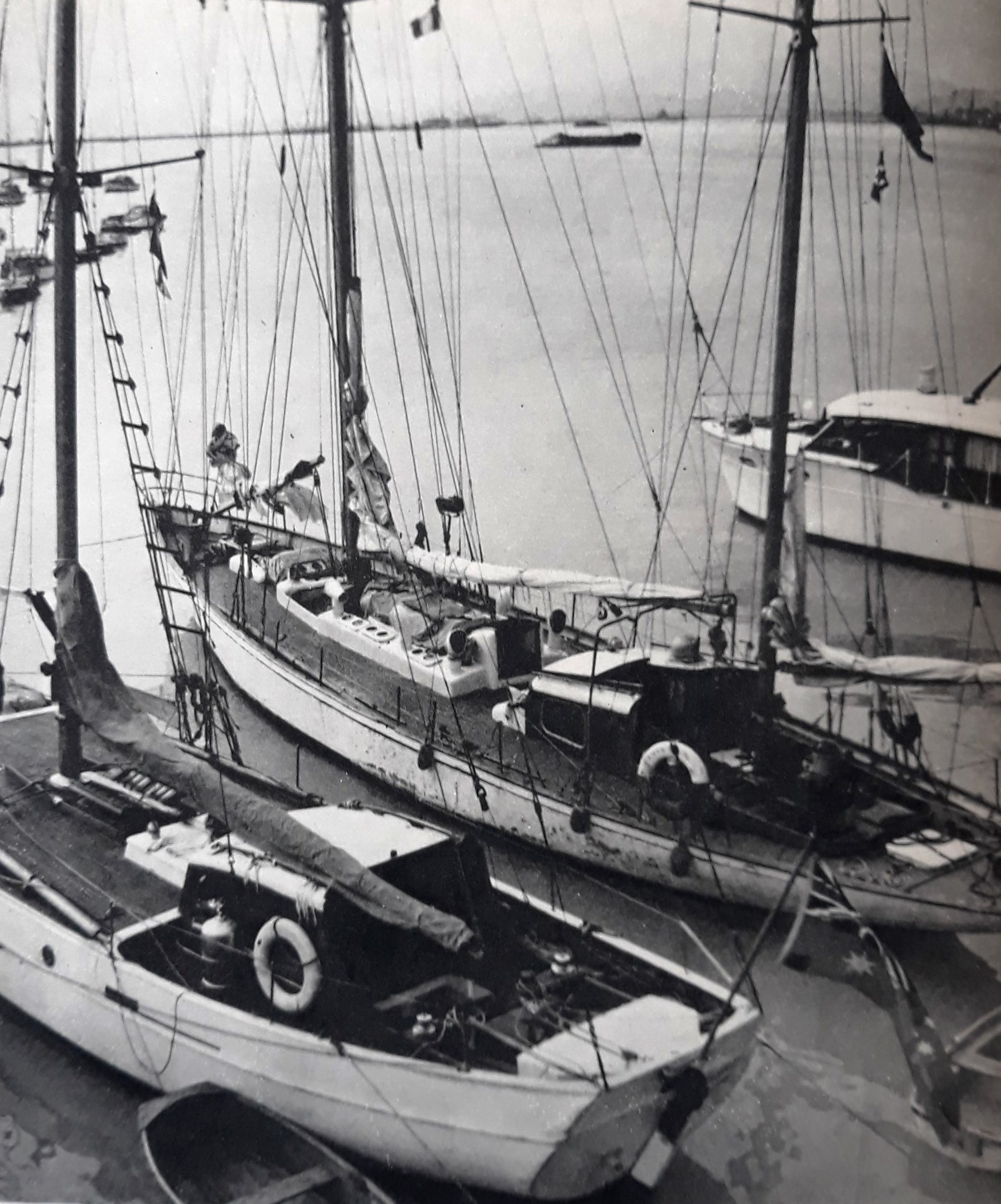
Śmiały w porcie w Callao

Po siedmiu dniach spokojnej żeglugi z Prądem Peruwiańskim Śmiały zawinął do kolejnego portu w Chile – Antofagasta, zaś doc. Wilgat przebył tę trasę drogą lądową i dołączył do załogi. Po zacumowaniu i załatwieniu formalności kapitan został poformowany, że jacht jest aresztowany i nie może opuścić portu z powodu długu. Chodziło o zaległość w wypłacie odszkodowania przez firmę ubezpieczeniową za ściąganie jachtu z mielizny w Puerto Aisen przez chilijski statek. Okazało się, że przedstawiciel Warty w Chile nie złożył stosownych gwarancji wypłaty tych pieniędzy. Na szczęście sprawę udało się załatwiać dzięki telefonowi do polskiej ambasady. W oczekiwaniu na potwierdzenie, załoga miała okazję zwiedzić pustynię Atakama i znajdującą się na niej największą na świecie kopalnię odkrywkową miedzi w Chuquicamata. Wycieczkę zorganizował pracownik kopalni, Polak Jerzy Tyczyński.

Kolejnym portem na trasie rejsu było peruwiańskie Callao, do którego Śmiały wpłynął 8 lipca 1966 r. W czasie ośmiodniowego postoju uzupełniono zaopatrzenie, dokonano drobnych napraw, a załoga zwiedziła stolicę kraju Limę, dolinę dopływu Amazonki rzeki Mantaro oraz część Centralnej Kolei Transandyjskiej, wybudowanej przez Ernesta Malinowskiego w latach siedemdziesiątych XIX wieku. Ponieważ harmonogram rejsu był przekroczony i zagrożony był planowany termin powrotu do Polski, w Callao zdecydowano, aby skrócić planowaną pierwotnie trasę poprzez rezygnację z odwiedzenia Wysp Galapagos. W związku z tym jacht popłynął na północ do Panamy, by przez Kanał Panamski przedostać się na Morze Karaibskie i Atlantyk.

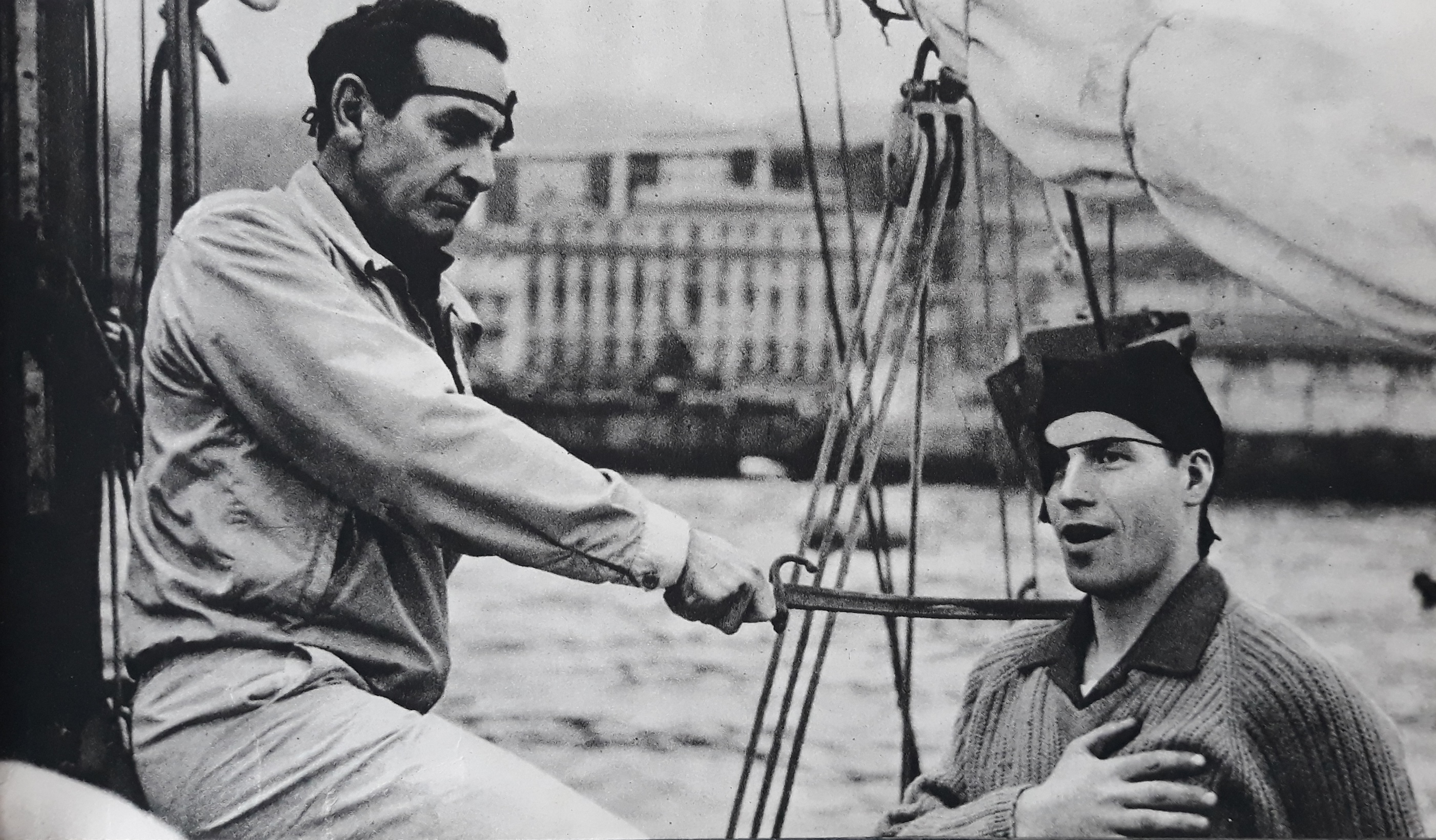
Krzysztof Baranowski przyjęty do Bractwa Wybrzeża

Po przybyciu do Balboa, amerykańskie władze strefy kanałowej czyniły jachtowi trudności w zawinięciu do portu, a nawet sugerowały, że nie przepuszczą go przez kanał. Później stawiały przed kapitanem wygórowane wymagania techniczne, finansowe, konieczność wynajęcia holownika do żeglugi przez kanał, itp. Za załogą wstawił się polonijny armator z Valparaiso Tadeusz Bartosiak, który był osobą powszechnie znaną i szanowaną w Panama Agencies, obsługującej transfer statków przez kanał. Dzięki niemu załoga nie tylko otrzymała pilota, ale została zwolniona z opłat agencyjnych. Jacht sprawnie pokonał kanał i zakotwiczył w Cristóbal na wybrzeżu Morza Karaibskiego. Tutaj z załogą rozstał się Tadeusz Wilgat, który udał się służbowo do Kanady na kongres geograficzny i stamtąd powrócił do Polski.
Wybierając dalszą trasę, załoga musiała wziąć pod uwagę zbliżający się sezon huraganów na Morzu Karaibskim a także niekorzystne prądy. Z kolei żegluga przez Cieśninę Florydzką, wokół Kuby niosła ze sobą ryzyko spotkania się z jednostkami kontrrewolucjonistów kubańskich, którzy wciąż byli aktywni w tym rejonie. Ostatecznie zdecydowano się na drugi wariant, oraz ostatni przed pokonaniem Atlantyku postój na Bahamach będących wtedy samorządną kolonią brytyjską. W tym celu wybrano port we Freeport, wybudowany w 1963 roku. Śmiały dotarł tam po 12 dniach żeglugi, etap ten przebiegł bez większych problemów, jeśli nie liczyć naprawy cięgła koła sterowego. Na miejscu jacht spotkał się z bardzo gościnnym przyjęciem licznej Polonii, praktycznie cała administracja portu była obsadzona przez Polaków, przeważnie byłych oficerów Polskiej Marynarki Wojennej i handlowej z czasów II wojny światowej. We Freeport jacht spędził 10 dni, m.in. musiał przeczekać huragan Faith, który znalazł się na trasie rejsu.

### Etap Bahamy – Polska

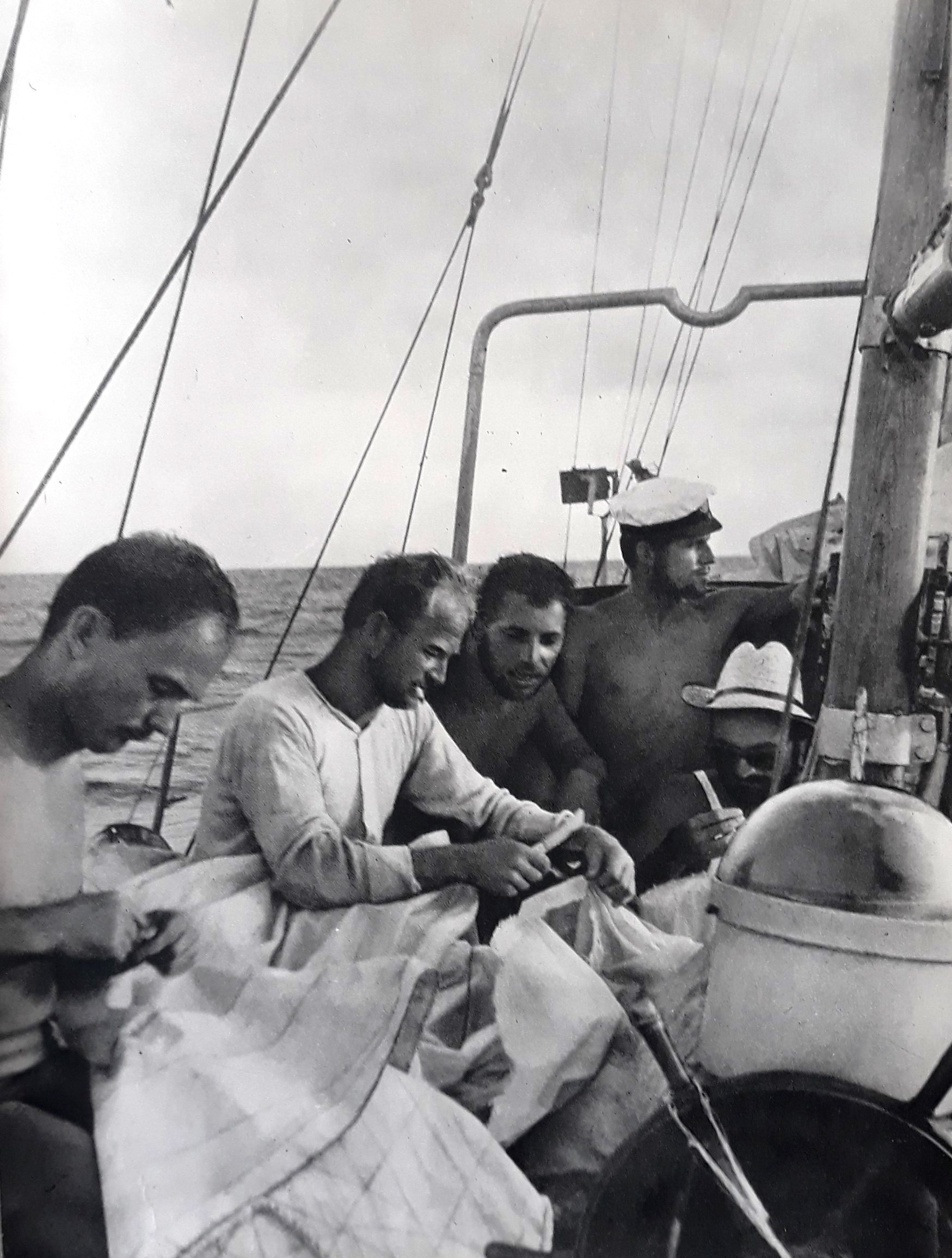
Naprawa żagli

Śmiały opuścił Bahamy 1 września 1966 roku i rozpoczął najdłuższy, nieprzerwany etap rejsu. Początkowo żeglowano w kierunku północnym, wzdłuż wybrzeży Stanów Zjednoczonych, aby dotrzeć do Prądu Zatokowego i wykorzystać jego działanie do zwiększenia prędkości. Na północnym Atlantyku dominowały dość silne wiatry, przechodzące w sztormy. Jacht znowu był trapiony awariami, z których najdotkliwsze były zniszczenia żagli. Doszło do sytuacji, kiedy Śmiały nie miał ani jednego sprawnego żagla nadającego się po podniesienia na masztach, popękały nawet żagle sztormowe, toteż kapitan zarządził „alarm żaglowy" – cała załoga była zaangażowana do ich zszywania i reparacji. Następnie zmieniono nieco system wachtowy – Ludomir Mączka, na własną prośbę zajmował się wyłącznie naprawą żagli, zaś kapitan włączył się do wacht pokładowych. Szwankowała również instalacja elektryczna, co zmusiło załogę do ograniczeń w zużyciu prądu. Zła pogoda dominowała praktycznie przez całe przejście Atlantyku, załodze dawał się we znaki reumatyzm, zawodne okazały się także nowe ubrania sztormowe zakupione w Panamie. W trakcie tego etapu załoga natknęła się na dryfującą, opuszczoną tratwę ratunkową, spotkała też kilka statków, m.in. transatlantyk „France".
Po trwającej 41 dni żegludze non-stop jacht zawinął do Ostendy. Tutaj załoga dokonała ostatnich napraw i konserwacji przed powrotem do portu macierzystego, m.in. odmalowania kadłuba i pokładu. W tych pracach oraz w kambuzie żeglarzom pomagały dwie turystki – Australijka i Kanadyjka, które podróżowały po Europie i w zamian za pomoc popłynęły Śmiałym z Ostendy do Kilonii. Po przekroczeniu Kanału Kilońskiego jacht zawinął jeszcze do Christiansø, podobnie jak na początku wyprawy rok wcześniej, gdzie przygotowano jacht do uroczystego powitania w Szczecinie. Następnie jacht wszedł do Świnoujścia, w celu dokonania odprawy celnej i paszportowej, oraz do Polic, gdzie postawiono galę flagową. Do Szczecina Śmiały wpłynął 30 października 1966 r. otoczony jachtami i motorówkami, z dziennikarzami i reporterami Polskiej Kroniki Filmowej na pokładzie. Kapitan złożył meldunek o pomyślnym zakończeniu wyprawy i wykonaniu zadań naukowych prof. Jerzemu Kondrackiemu, przewodniczącemu Polskiego Towarzystwa Geograficznego. Wyprawa trwała łącznie 477 dni, z czego 207 dni w morzu, jacht przebył 22 841 mil morskich (42 302 km), czyli więcej niż wynosi obwód Ziemi na równiku.

## Badania naukowe
Podstawowym celem rejsu były badania naukowe w wielu dziedzinach. Program badawczy był bardzo obszerny, oprócz badań terenowych w Chile, stanowiących główne zadanie dla badaczy, prowadzono stałe cykliczne pomiary i badania podczas żeglugi. W latach sześćdziesiątych XX wieku pozyskiwanie danych naukowych metodami zdalnymi było jeszcze słabo rozwinięte, większość stacji pomiarowych działała na lądzie, podczas gdy to nad oceanami kształtują się główne zjawiska klimatyczne i meteorologiczne wpływające na pogodę nad lądami.  Dlatego tak duże znaczenie miały obserwacje prowadzone w dotychczasowej „pustce pomiarowej".

### Badania hydrograficzne

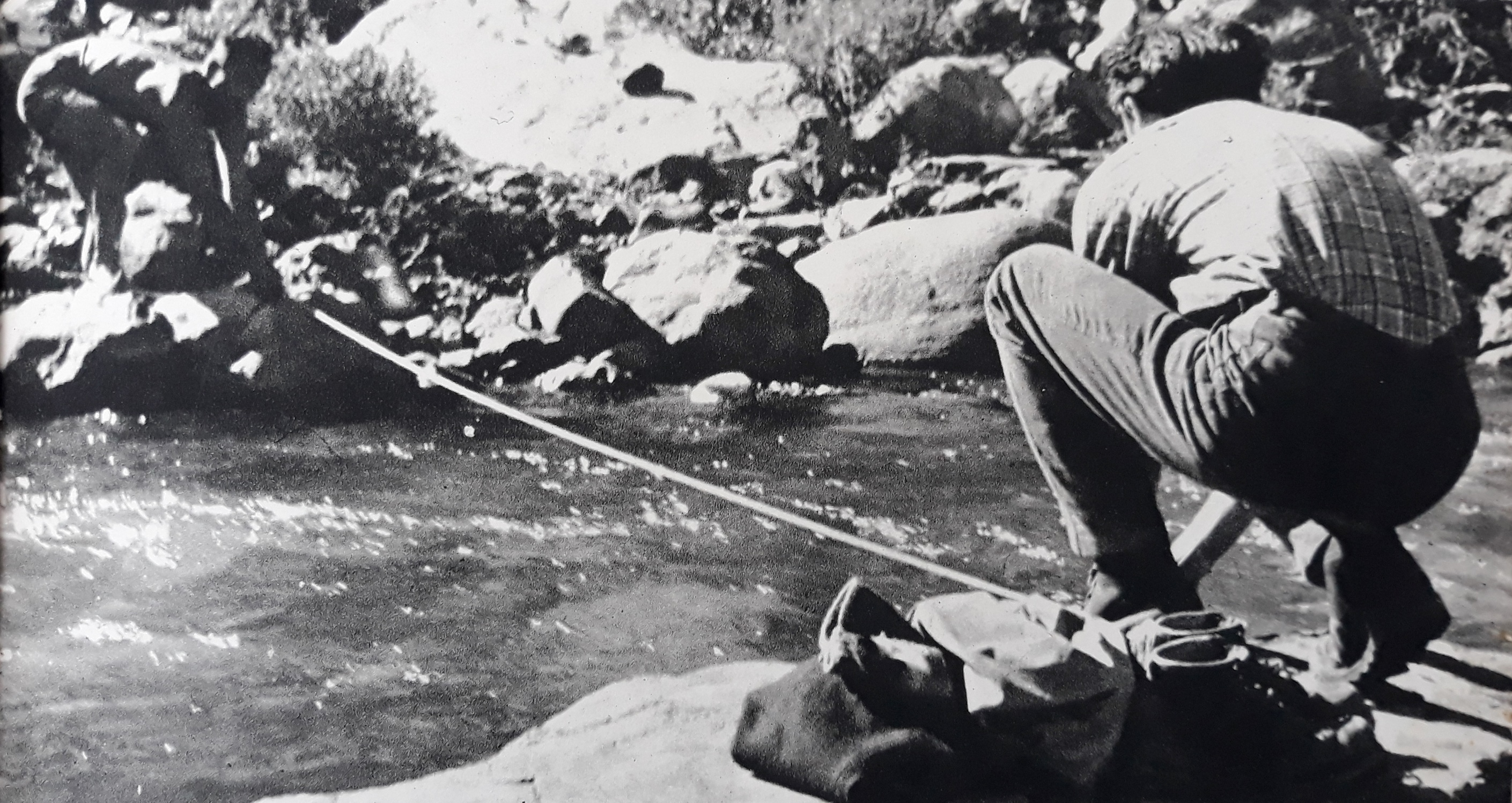
Pomiary przepływu na rzece

Badania te stanowiły główny cel wyprawy i miały objąć kartowanie rzek w górskich rejonach Chile. Istniała luka w literaturze naukowej na ten temat, dostępne materiały były bardzo ubogie, niekompletne i mało wiarygodne. Doc. dr Tadeusz Wilgat zamierzał sprawdzić w jakim stopniu da się zastosować w odmiennych warunkach klimatycznych wypracowaną w Polsce metodę badania stosunków wodnych. Kartowanie hydrograficzne było autorską metodą zainicjowaną na I Kongresie Nauki Polskiej przez Mieczysława Klimaszewskiego i opracowaną przez polskich geografów. Polegało na rejestracji w terenie wszelkich zjawisk wodnych w powiązaniu z innymi elementami środowiska geograficznego: budową geologiczną, ukształtowaniem terenu, glebami, parametrami klimatycznymi, i konfrontacji z istniejącymi mapami, zdjęciami lotniczymi i innymi źródłami. W ich wyniku opracowano Mapę Hydrograficzną Polski. Był to wówczas pionierski projekt na skalę światową, który został wprowadzony do programu Międzynarodowej Unii Geograficznej.

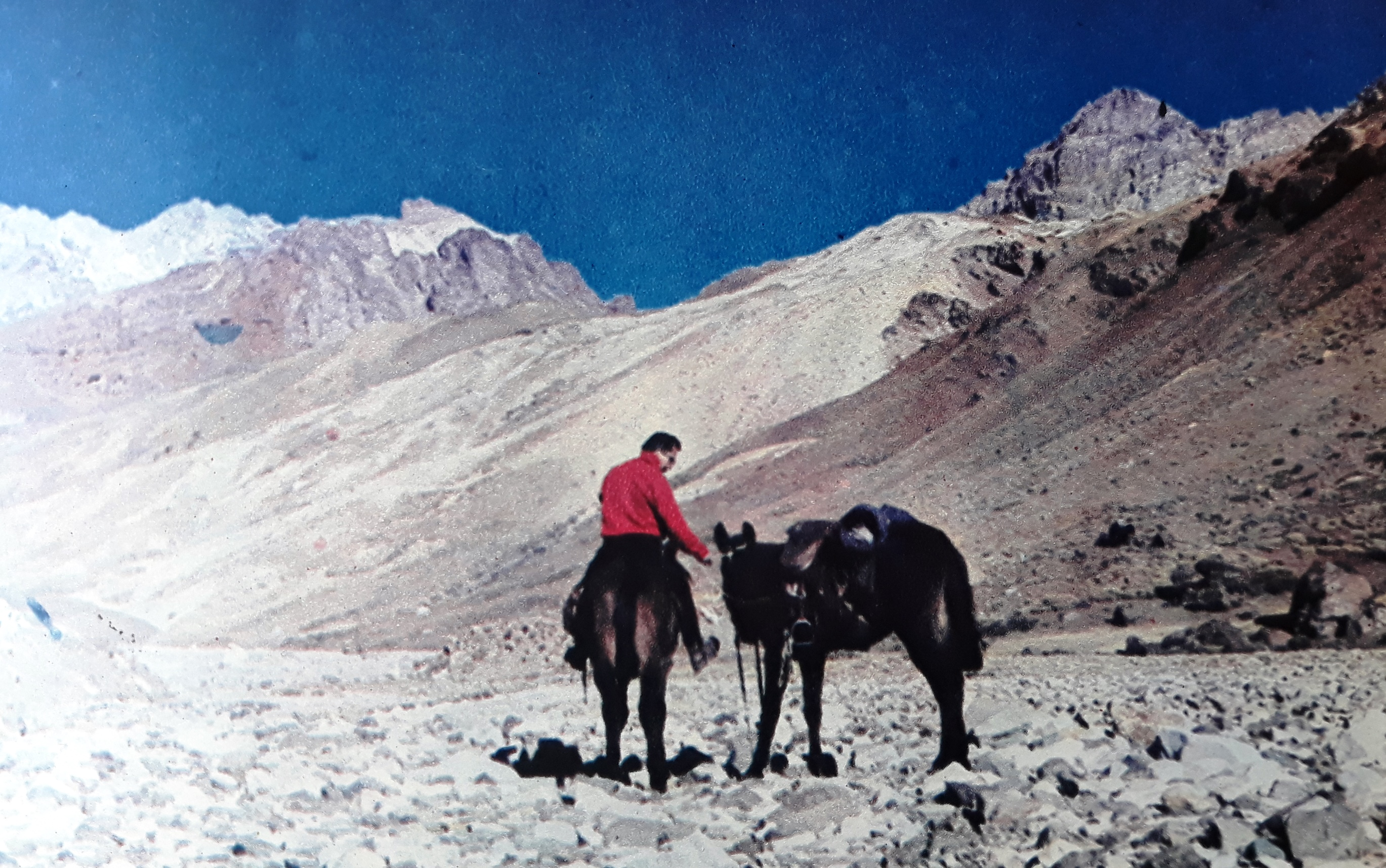
W terenie wysokogórskim badacze poruszali się na mułach

Odpowiednie ustalenia poczyniono na długo przed rozpoczęciem rejsu drogą korespondencyjną z Instytutem Geograficznym Uniwersytetu w Santiago. Po przybyciu do stolicy Chile, doc. Wilgat skontaktował się z dr. Romulo Santana Aguillarem, z którym wspólnie ustalili konkretny teren badań. Chilijczyk zaproponował zbadanie dorzecza rzeki Aconcagua, która zaopatruje w wodę wiele miejscowości leżących w ważnym rejonie gospodarczym. Na wybór terenu wpłynął też fakt, iż wzdłuż rzeki biegnie dobra szosa oraz wąskotorowa linia kolejowa, co ułatwiało komunikację.

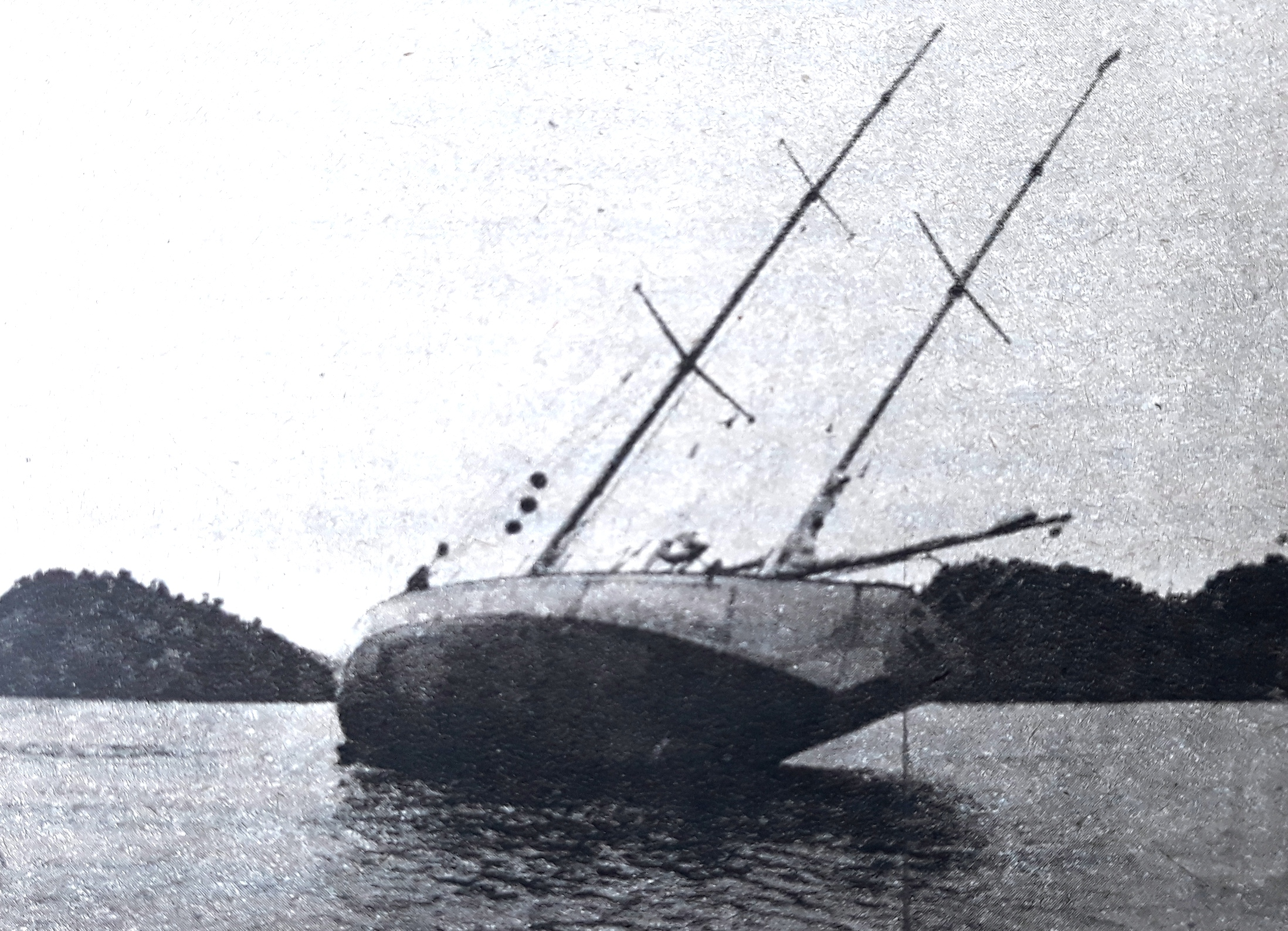
Śmiały na mieliźnie w Rio Aisen

Przed rozpoczęciem badań zespół naukowy (T. Wilgat, L. Mączka, B. Siadek i K. Wojciechowski) poświęcił kilka dni na zebranie materiałów źródłowych, danych hydrometrycznych, meteorologicznych, map topograficznych, co wymagało wizyt w kilku bibliotekach, instytutach i urzędach. Konieczne było też uzyskanie odpowiednich zezwoleń w gubernatorstwie prowincji Aconcagua i w wojsku. Oficjele sprzyjali polskim badaczom, którzy uzyskali od gubernatora listy polecające, zaś wojsko wypożyczyło muły juczne i przewodników, bez których poruszanie się w wysokogórskim terenie byłoby niemożliwe. Udostępniono też bazę w szkole w miejscowości Rio Blanco. Teren badań był dość rozległy, obejmował 7640 km², z czego połowa położona była w terenie wysokogórskim, gdzie wiele szczytów osiągało 5000 m n.p.m. z najwyższym Cerro Juncal 5965 m. Z tego powodu, oraz małej rezerwy czasowej, zespół podzielił się na dwie grupy: L. Mączka i B. Siadek badali północną część zlewni, zaś T. Wilgat i K. Wojciechowski górny bieg rzeki Aconcagua i jej lewobrzeżne dopływy. Badacze w ramach prac wprowadzali poprawki i aktualizacje na istniejące mapy, kategoryzowali sieć rzeczną na jej kolejne rzędy, rozróżniali cieki stałe i okresowe, rejestrowali wszelkie źródła, młaki i wysięki wraz z pomiarem ich wydajności. Prowadzono pomiary wielkości przepływu w potokach. W wyższych partiach gór badano lodowce i efekty ich działalności zarówno niszczącej jak i akumulacyjnej. W drugim etapie badań do zespołu dołączył Krzysztof Baranowski, co pomogło zintensyfikować prace. Były one o tyle trudne, że do większości obszarów można było się dostać tylko na mułach, korzystając z pomocy lokalnych przewodników. Wiele razy badacze nocowali w górach rozbijając obozowiska. W takich wypadkach wynajmowano dodatkowego muła lub konia do dźwigania ekwipunku. W dalsze trasy udawano się samochodem terenowym i penetrowano teren pieszo.
Niestety, prace nie zostały dokończone, gdyż władze chilijskie nakazały ich przerwanie. Jak poinformował nieoficjalnie kapitana Kowalskiego polski ambasador – naciskała na to placówka amerykańskich doradców przy armii chilijskiej. Jednym z powodów mogło być posądzenie Polaków o szpiegostwo (była to epoka Zimnej Wojny), bardziej prawdopodobna była jednak chęć zlecenia dalszych prac naukowcom amerykańskim, którzy prowadzili je wcześniej na sąsiednich terenach. Wcześniejsze zakończenie badań nie zaważyło jednak na całości opracowania. Ukończona została najważniejsza część ekspedycji – penetracja i kartowanie najmniej znanego górnego dorzecza rzeki Aconcagua, co zaowocowało bardzo wartościowym materiałem naukowym. Efekty badań pozwoliły zaplanować lokalnym władzom lepsze gospodarowanie wodą na tym obszarze.

### Badania geograficzne

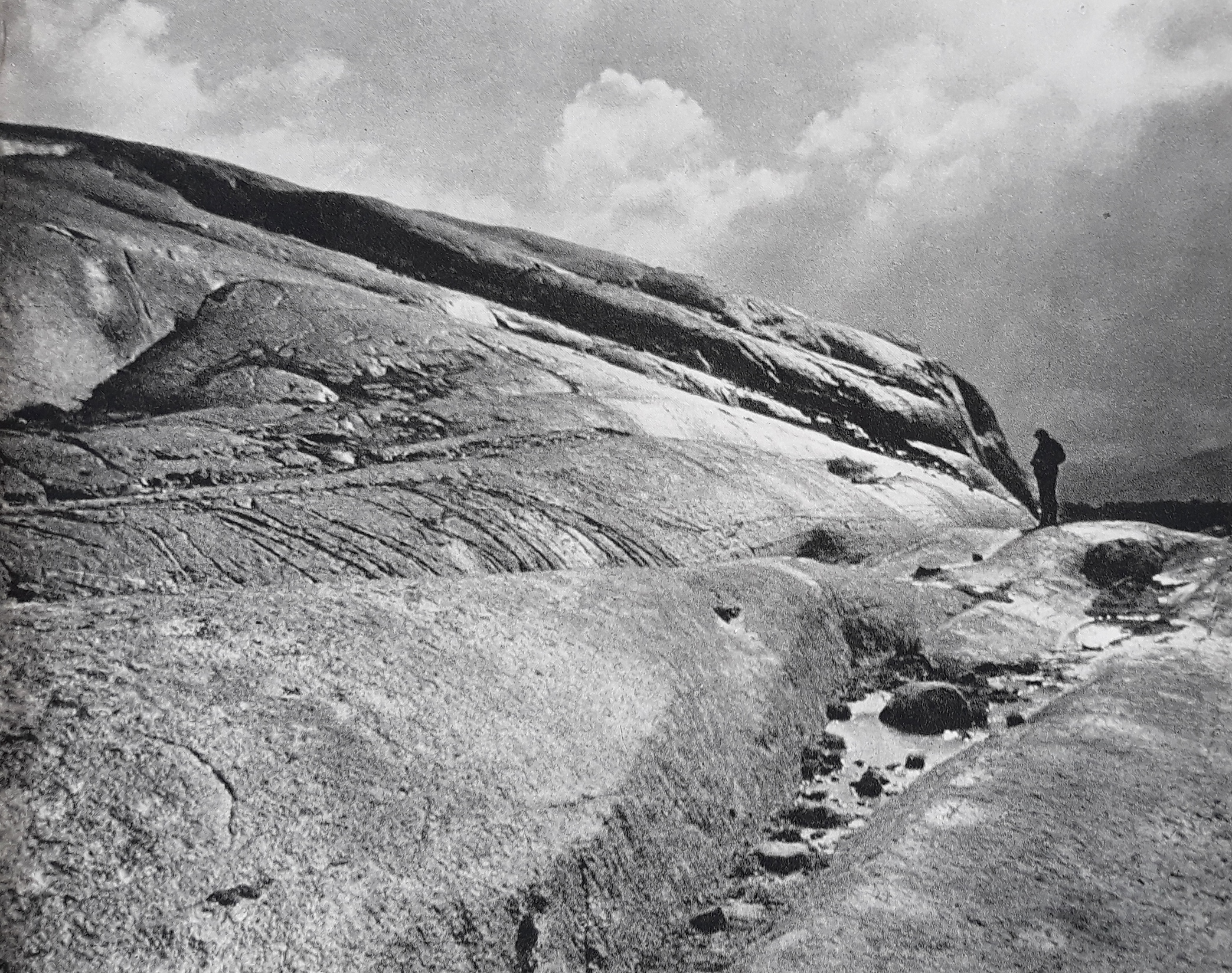
Badanie wygładów lodowcowych (mutonów)

Członkowie ekspedycji wykorzystywali wszystkie możliwości do przeprowadzenia badań geograficznych. Sprzyjały temu wszelkie postoje w trakcie żeglugi zwłaszcza Cieśniną Magellana i kanałami Patagonii. Badano lodowce, ich działalność rzeźbotwórczą m.in. na wyspie Santa Inés oraz jęzory wielkich lodowców w patagońskich Andach, na Wyspach Kanaryjskich zdobyto wulkan Pico de Teide, w Chile eksplorowano pustynię Atakama, a w Brazylii pasmo górskie Serra do Mar. Na wyspach św. Piotra Pawła, gdzie nigdy nie było żadnych Polaków, pobrano próbki skał i osadów, co pozwoliło potwierdzić, że wysepki nie są pochodzenia wulkanicznego, lecz wyniesionym uskokiem tektonicznym. Członkowie załogi organizowali również krótkie wycieczki z większości portów, gdzie Śmiały miał postój, aby zapoznać się z lokalnym środowiskiem geograficznym. W wielu przypadkach korzystali z gościnności środków transportu przedstawicieli lokalnej Polonii. W Puerto Deseado miejscowy posterunek policji udostępnił załodze motorówkę, dzięki której mogli zorganizować wycieczkę do kolonii pingwinów w górze rzeki.

### Badanie bilansu promieniowania słonecznego

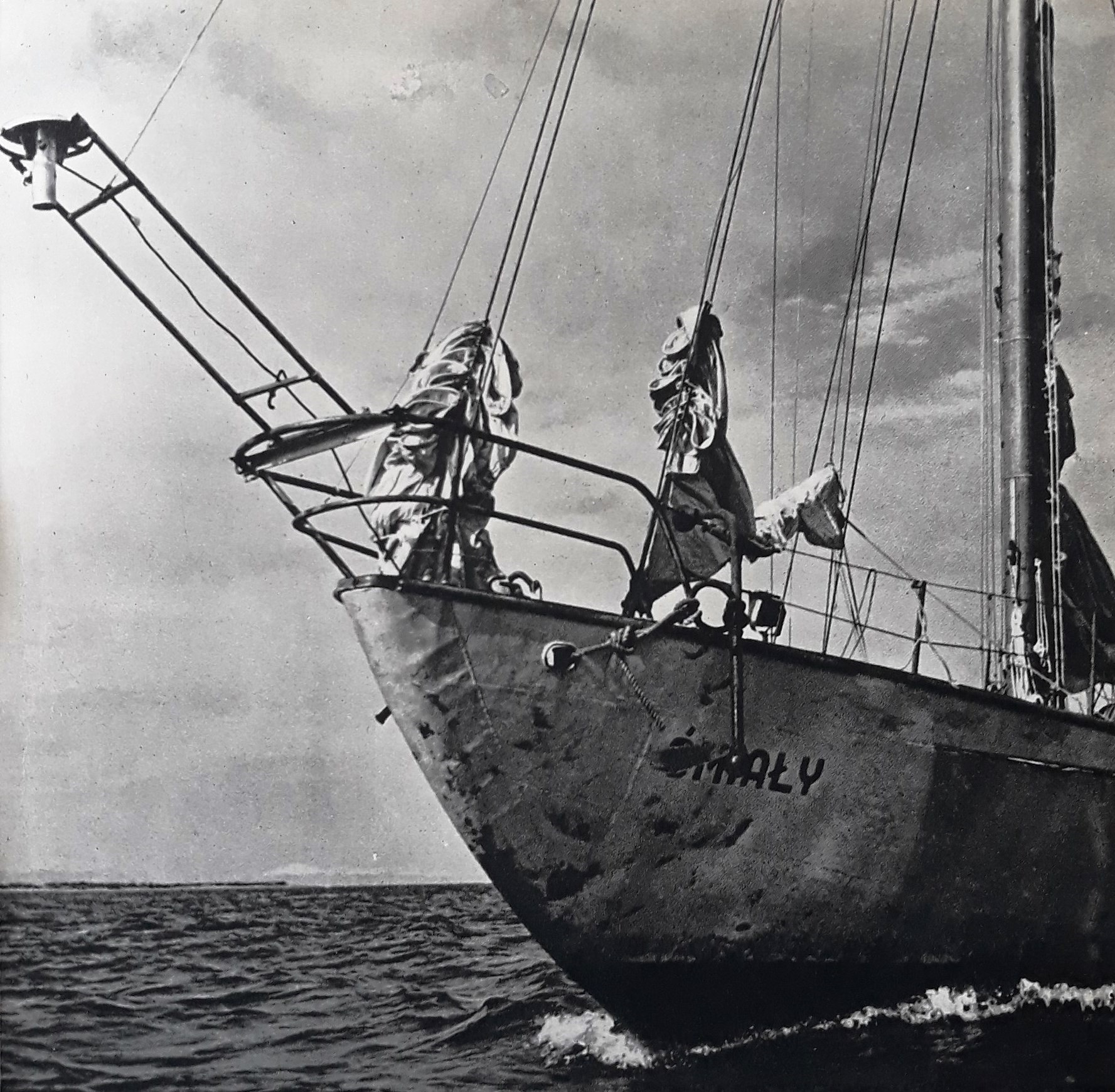
Albedomierz na dziobie jachtu

Bilans promieniowania słonecznego był jeszcze wciąż mało zbadanym problemem naukowym. Brakowało syntetycznego ujęcia struktury tego bilansu na powierzchni oceanów w różnych szerokościach geograficznych. Ponieważ trasa rejsu Śmiałego przebiegała praktycznie przez wszystkie strefy klimatyczne z wyjątkiem polarnej i obejmowała zakres około 110 stopni szerokości geograficznej, stwarzało to doskonałe warunki do przeprowadzenia badań opartych na cyklicznych pomiarach. Na dziobie jachtu zamontowano specjalny wysięgnik, na którym umieszczano albedomierz, mierzący zarówno bezpośrednie jak i odbite od powierzchni morza promieniowanie słoneczne. Był on demontowany w przypadku niesprzyjającej pogody lub silnych fal, które mogły uszkodzić instrument. Choć luki w pomiarach bywały czasem dość długie, na przykład w czasie sztormów w Ryczących Czterdziestkach, to jednak zebrany materiał pomiarowy miał dużą wartość naukową ze względu na unikatowość, czas i zakres podróży oraz słabo dotychczas zbadane zagadnienie.

### Badanie planktonu

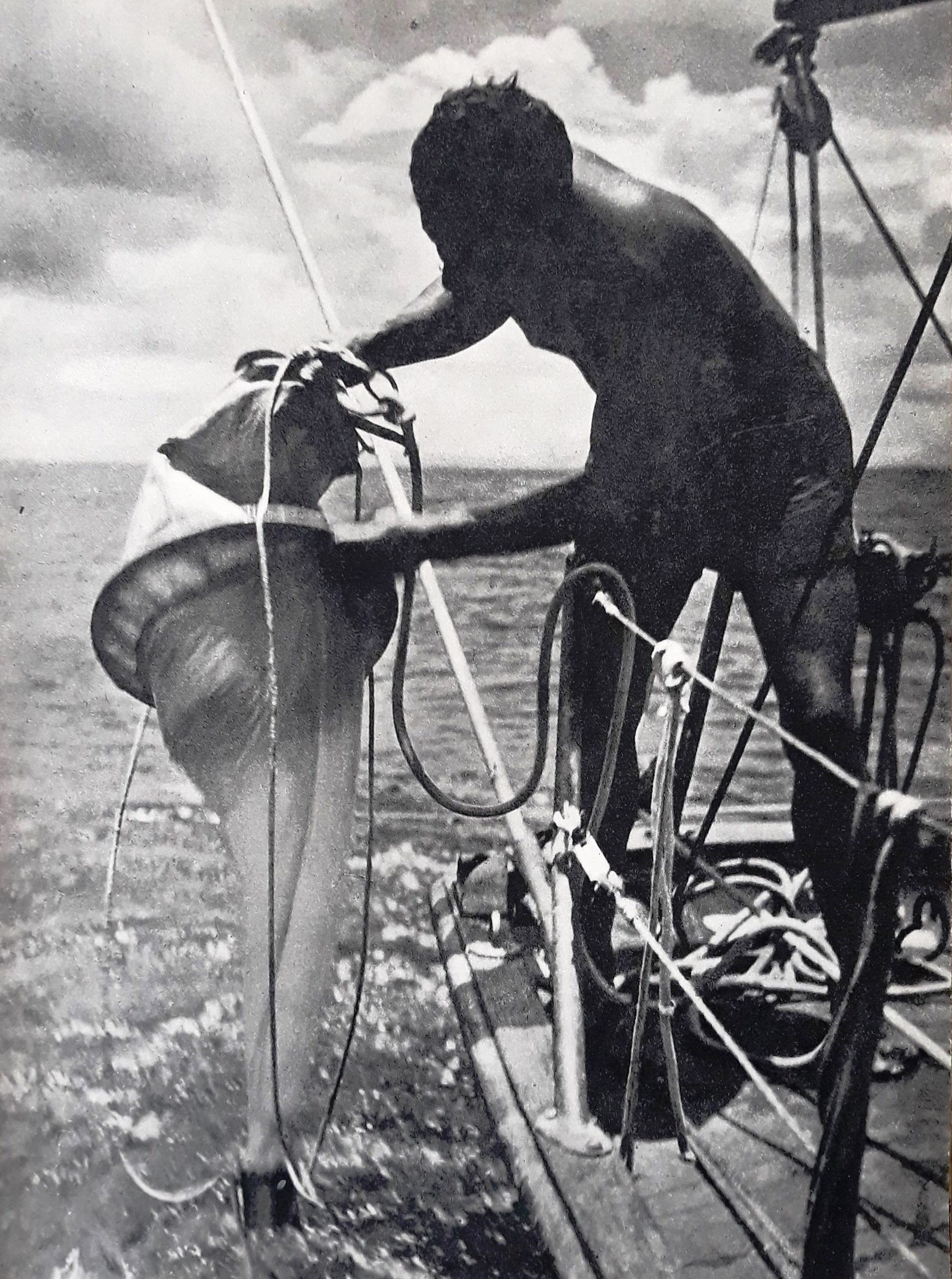
Połów planktonu do specjalnej siatki

Na zlecenie Morskiego Instytutu Rybackiego dr Wojciechowski prowadził połowy planktonu za pomocą specjalnej siatki. Była ona wyrzucana na linie za rufę jachtu na kilkanaście minut, po czym zebrany plankton był umieszczany w słoikach z formaliną wraz z opisanym miejscem i datą połowu. Zainteresowanie tymi badaniami wyraziło również Biuro Hydrograficzne argentyńskiej marynarki wojennej, które zleciło załodze połowy planktonu na szelfie patagońskim. Ponieważ siatka była stosunkowo delikatna i nie posiadano zapasowej, mogła być używana tylko gdy jacht płynął z prędkością mniejszą niż 5 węzłów. Niestety, siatka porwała się przy jednym z połowów i zebrany materiał był niekompletny lecz został przekazany zleceniodawcy w Puerto Deseado.

### Badania medyczne
Obecność w załodze lekarza, Tomasza Romera umożliwiła przeprowadzenie badań z zakresu medycyny. Opracował on własny program badawczy z pogranicza fizjologii i geografii medycznej, który został skonsultowany z prof. dr Haliną Szwarc z Katedry Medycyny Sportowej Akademii Wychowania Fizycznego w Warszawie, oraz w Komitecie Badań Morza PAN. Celem badania było określenie w jakim czasie członkowie załogi osiągają normalną sprawność fizyczną przy przejściu z lądu do pracy na morzu i odwrotnie, oraz jaki jest związek wydolności fizycznej z warunkami klimatycznymi i pogodowymi. Badania te prowadzone były za pomocą pomiarów ciśnienia tętniczego oraz tętna w próbie ortostatycznej (w pozycji leżącej po przebudzeniu) i w pozycji stojącej po pewnej aktywności fizycznej oraz wyciskaniu dynamometru. Na podstawie tych pomiarów był określany tzw. Wskaźnik Cramptona. Załoga podlegała też cyklicznym, comiesięcznym badaniom psychometrycznym, każdego 10. dnia miesiąca wszyscy wypełniali ankiety i formularze przygotowane przez dr. Mieczysława Choynowskiego z Pracowni Psychometrycznej PAN, które stanowiły ciekawy materiał porównawczy dotyczący stanu psychicznego i emocjonalnego załogi oraz wzajemnych relacji na pokładzie na przestrzeni całej wyprawy.
Bronisław Siadek prowadził pomiary katatermometryczne. Zagadnienie to miało na celu zbadanie wpływu pogody na ciepłotę ciała człowieka. Ochładzanie biologiczne jest funkcją temperatury, prędkości wiatru i wilgotności powietrza (w mniejszym stopniu również ciśnienia atmosferycznego). Pomiar stopnia ochładzania prowadzony był za pomocą dwóch termometrów, z których jeden był suchy a drugi umieszczony w zbiorniczku z cieczą, następnie mierzona była różnica czasu w jakim temperatura w obu przyrządach spadała w przedziale od 38 do 35 stopni Celsjusza, a więc zbliżonej do temperatury ciała ludzkiego. Pomiary były prowadzone przez cały czas trwania rejsu, cztery razy dziennie w różnych warunkach pogodowych i klimatycznych, z wyjątkiem sztormów i skomplikowanych manewrów. Ponieważ w czasie pomiarów rejestrowano także aktualne warunki pogodowe (zachmurzenie, rodzaj chmur, temperaturę powietrza i morza, kierunek i prędkość wiatru, wysokość fal) stanowiły bogaty materiał naukowy służący do opracowania praktycznych wskazówek w zakresie prawidłowej diety i odzieży dla załóg statków i jachtów w różnych strefach klimatycznych.

## Podsumowanie

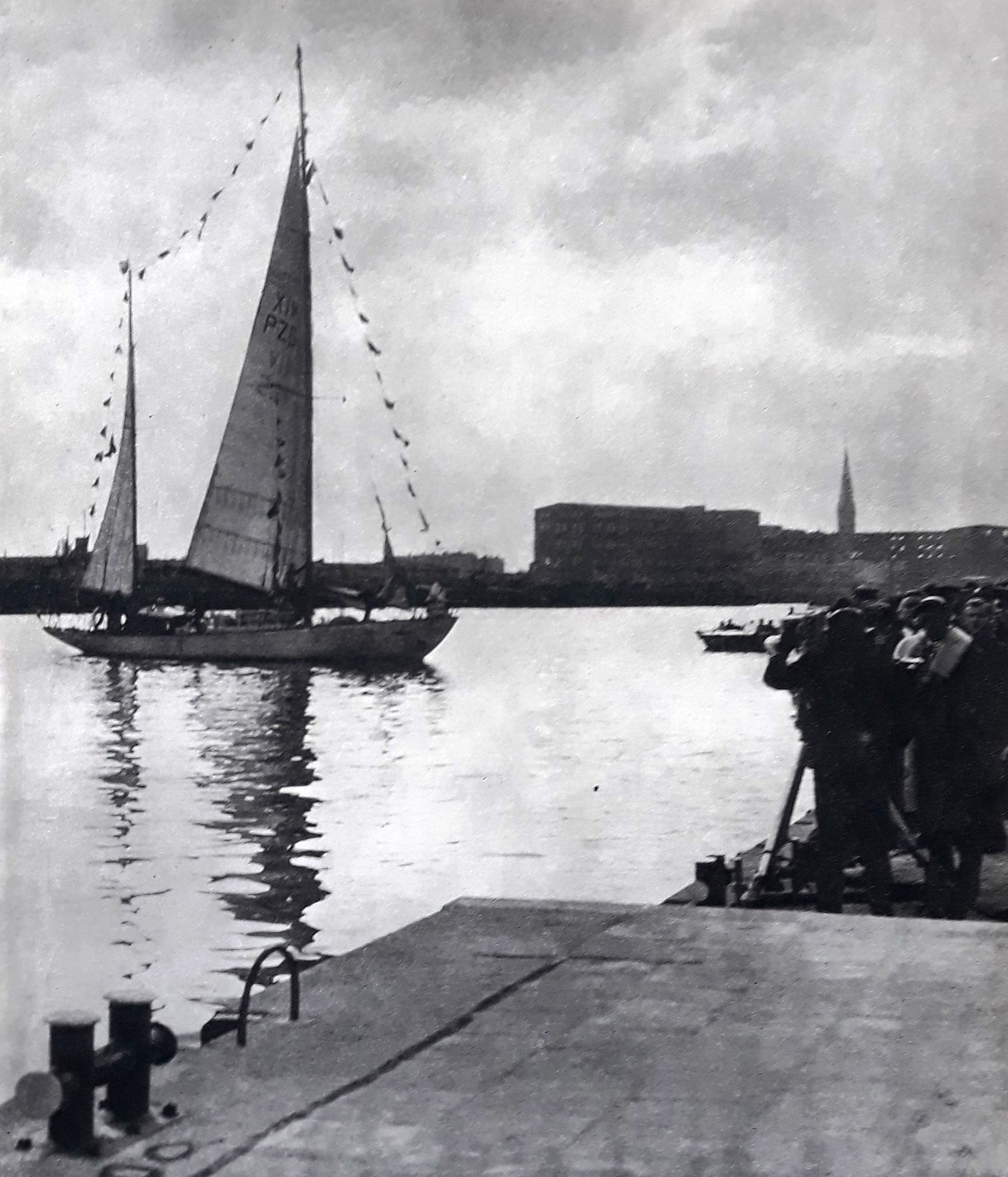
Powitanie Śmiałego w Szczecinie

Piętnastomiesięczny rejs zakończył się pełnym sukcesem. Była to w ówczesnym czasie najdłuższa, najtrudniejsza i pierwsza przeprowadzona na tak wielką skalę eskapada polskiego jachtu. Zrealizowano niemal w stu procentach program naukowy, pokonano wytyczoną trasę (z wyjątkiem Wysp Galapagos); mimo licznych awarii, przeciwności i trudności organizacyjnych jacht i załoga wrócili cało do portu macierzystego. Śmiały odwiedził 31 portów, w 13 krajach, na 4 kontynentach. W większości portów po raz pierwszy widziano polską banderę, wszędzie spotykał on się z życzliwością i zainteresowaniem. Mimo trudnych warunków i przebywania na małej przestrzeni przez półtora roku, załoga dała dowód opanowania trudnej sztuki żeglugi w skrajnych warunkach pogodowych, nawigacyjnych i klimatycznych. Nie doszło też do żadnych większych konfliktów między członkami załogi. W tropikach stalowy kadłub jachtu nagrzewał się w słońcu do tego stopnia, że temperatura wewnątrz przekraczała 40 stopni. Z kolei w chłodnym i wilgotnym klimacie Patagonii para wodna skraplała się na ściankach i suficie powodując zawilgocenie i nasiąkanie wodą odzieży, materacy i żagli a także przyspieszała korozję metalowych części jachtu. Nagminne były awarie osprzętu, przecieranie i rozdarcia żagli oraz lin, konieczność wchodzenia na maszt w celu dokonania napraw takielunku, często zawodził silnik. Większość z tych usterek była spowodowana stosunkowo niską jakością sprzętu i materiałów. Mankamentem organizacyjnym był zbyt mały zapas żagli, ich naprawa była, praktycznie, stałym zajęciem załogi.
Rejs Śmiałego zapoczątkował wielkie sukcesy polskiego żeglarstwa oceanicznego. Dwa lata później PTG zorganizowało kolejną wyprawę badawczą na tym samym jachcie – wokół Islandii, następnie Leonid Teliga, jako pierwszy Polak samotnie okrążył świat na małym jachcie, jego wyczyn w latach siedemdziesiątych XX w. powtórzyli: Krzysztof Baranowski, Henryk Jaskuła i Krystyna Chojnowska-Liskiewicz, zaś jachty Copernicus, Otago czy Spaniel odnosiły sukcesy w prestiżowych regatach oceanicznych. Wszyscy członkowie załogi zostali odznaczeni Medalami Za Wybitne Osiągnięcia Sportowe, niektórzy z nich (K. Baranowski, J. Knabe czy L. Mączka) w dalszej karierze żeglarskiej brali udział w długotrwałych rejsach oceanicznych i przyczynili się do popularyzacji żeglarstwa.

## Kalendarium rejsu
| Data wypłynięcia     | Port wyjściowy | Trasa (akweny) | Port docelowy  | Data przybycia       | Godziny żeglugi | Godziny żeglugi | Przebieg odcinka w Mm | Przebieg narastająco w Mm |
| Data wypłynięcia     | Port wyjściowy | Trasa (akweny) | Port docelowy  | Data przybycia       | Na żaglach      | Na silniku      | Przebieg odcinka w Mm | Przebieg narastająco w Mm |
| -------------------- | -------------- | --- | -------------- | -------------------- | --------------- | --------------- | --------------------- | ------------------------- |
| 22 lipca 1965        | Gdynia         | Zatoka Gdańska – Morze Bałtyckie – Świna – Kanał Piastowski – Zalew Szczeciński | Trzebież       | 24 lipca 1965        | 4               | 53              | 301                   | 301                       |
| 25 lipca 1965        | Trzebież       | Zalew Szczeciński – Odra | Szczecin       | 25 lipca 1965        | 0               | 4               | 17                    | 318                       |
| 29 lipca 1965        | Szczecin       | Odra – Zalew Szczeciński | Trzebież       | 29 lipca 1965        | 0               | 3               | 17                    | 335                       |
| 30 lipca 1965        | Trzebież       | Zalew Szczeciński – Kanał Piastowski – Świna | Świnoujście    | 30 lipca 1965        | 0               | 3               | 18                    | 353                       |
| 31 lipca 1965        | Świnoujście    | Świna – Morze Bałtyckie | Christiansø    | 31 lipca 1965        | 7               | 7               | 103                   | 456                       |
| 4 sierpnia 1965      | Christiansø    | Morze Bałtyckie | Holtenau       | 7 sierpnia 1965      | 24              | 36              | 282                   | 738                       |
| 8 sierpnia 1965      | Holtenau       | Kanał Kiloński – Łaba – Morze Północne – Kanał La Manche | Portsmouth     | 12 sierpnia 1965     | 82              | 29              | 538                   | 1276                      |
| 15 sierpnia 1965     | Portsmouth     | Cieśnina Solent | Cowes          | 15 sierpnia 1965     | 0               | 3               | 14                    | 1290                      |
| 15 sierpnia 1965     | Cowes          | Cieśnina Solent – Southampton Water | Southampton    | 15 sierpnia 1965     | 0               | 3               | 23                    | 1313                      |
| 21 sierpnia 1965     | Southampton    | Southampton Water – River Hamble | Hamble         | 21 sierpnia 1965     | 0               | 1               | 6                     | 1319                      |
| 22 sierpnia 1965     | Hamble         | River Hamble – Cieśnina Solent | Yarmouth       | 22 sierpnia 1965     | 0               | 2               | 12                    | 1331                      |
| 22 sierpnia 1965     | Yarmouth       | Kanał La Manche | Poole          | 22 sierpnia 1965     | 0               | 5               | 26                    | 1357                      |
| 24 sierpnia 1965     | Poole          | Kanał La Manche – Zatoka Biskajska – Ocean Atlantycki | Santa Cruz     | 8 września 1965      | 457             | 35              | 1849                  | 3206                      |
| 20 września 1965     | Santa Cruz     | Ocean Atlantycki | Mindelo        | 28 września 1965     | 202             | 8               | 934                   | 4140                      |
| 30 września 1965     | Mindelo        | Ocean Atlantycki | Rio de Janeiro | 30 października 1965 | 604             | 70              | 3226                  | 7366                      |
| 17 listopada 1965    | Rio de Janeiro | Ocean Atlantycki | Santos         | 21 listopada 1965    | 61              | 26              | 247                   | 7613                      |
| 3 grudnia 1965       | Santos         | Ocean Atlantycki | Bom Abrigo     | 5 grudnia 1965       | 42              | 7               | 142                   | 7755                      |
| 5 grudnia 1965       | Bom Abrigo     | Ocean Atlantycki – La Plata | Montevideo     | 17 grudnia 1965      | 254             | 35              | 1025                  | 8780                      |
| 3 stycznia 1966      | Montevideo     | La Plata | Buenos Aires   | 5 stycznia 1966      | 29              | 4               | 138                   | 8918                      |
| 7 stycznia 1966      | Buenos Aires   | La Plata | San Fernando   | 7 stycznia 1966      | 0               | 5               | 15                    | 8933                      |
| 25 stycznia 1966     | San Fernando   | La Plata | Buenos Aires   | 25 stycznia 1966     | 0               | 4               | 15                    | 8948                      |
| 2 lutego 1966        | Buenos Aires   | La Plata – Ocean Atlantycki | Mar del Plata  | 4 lutego 1966        | 24              | 30              | 288                   | 9236                      |
| 5 lutego 1966        | Mar del Plata  | Ocean Atlantycki | Puerto Deseado | 15 lutego 1966       | 75              | 62              | 1031                  | 10 267                    |
| 17 lutego 1966       | Puerto Deseado | Ocean Atlantycki – Cieśnina Magellana | Punta Arenas   | 17 lutego 1966       | 147             | 86              | 850                   | 11 117                    |
| 4 marca 1966         | Punta Arenas   | Cieśnina Magellana – Canal Smyth – Paso Victoria – Canal Sarmiento – Paso Anchor – Angostura Guía – Canal Inocentes – Canal Concepción – Canal Wide – Canal Icy – Canal Grappler – Paso del Indio | Puerto Eden    | 15 marca 1966        | 8               | 105             | 484                   | 11 601                    |
| 17 marca 1966        | Puerto Eden    | Paso del Indio – Canal Mesier – Seno Iceberg – Bahía Penas – Ocean Spokojny – Bahía Darwin – Canal Moraleda -– Rio Aisén                                                                          | Chacabuco      | 29 marca 1966        | 39              | 55              | 412                   | 12 013                    |
| 30 marca 1966        | Chacabuco      | Rio Aisén | Puerto Aisén   | 30 marca 1966        | 0               | 3               | 11                    | 12 024                    |
| 4 kwietnia 1966      | Puerto Aisén   | Rio Aisén | Chacabuco      | 4 kwietnia 1966      | 0               | 2               | 11                    | 12 035                    |
| 4 kwietnia 1966      | Chacabuco      | Rio Aisén – Canal Moraleda – Golfo Corcovado – Canal Apiao – Golfo de Ancud – Seno de Reloncavi                                                                                                   | Puerto Montt   | 9 kwietnia 1966      | 36              | 58              | 359                   | 12 394                    |
| 19 kwietnia 1966     | Puerto Montt   | Seno de Reloncavi – Canal Chacao – Ocean Spokojny | Valparaíso     | 26 kwietnia 1966     | 63              | 84              | 639                   | 13 033                    |
| 14 czerwca 1966      | Valparaíso     | Ocean Spokojny | Antofagasta    | 22 czerwca 1966      | 94              | 89              | 709                   | 13 742                    |
| 30 czerwca 1966      | Antofagasta    | Ocean Spokojny | Callao         | 8 lipca 1966         | 124             | 63              | 832                   | 14 574                    |
| 16 lipca 1966        | Callao         | Ocean Spokojny | Balboa         | 29 lipca 1966        | 287             | 31              | 1393                  | 15 967                    |
| 3 sierpnia 1966      | Balboa         | Kanał Panamski | Cristóbal      | 3 sierpnia 1966      | 0               | 10              | 45                    | 16 012                    |
| 8 sierpnia 1966      | Cristóbal      | Morze Karaibskie – Cieśnina Jukatańska – Zatoka Meksykańska – Cieśnina Florydzka | Freeport       | 20 sierpnia 1966     | 187             | 99              | 1539                  | 17 551                    |
| 1 września 1966      | Freeport       | Ocean Atlantycki – Kanał La Manche – Morze Północne | Ostenda        | 12 października 1966 | 875             | 102             | 4570                  | 22 121                    |
| 16 października 1966 | Ostenda        | Morze Północne –- Łaba | Brunsbüttel    | 18 października 1966 | 36              | 20              | 316                   | 22 437                    |
| 19 października 1966 | Brunsbüttel    | Kanał Kiloński | Holtenau       | 19 października 1966 | 0               | 12              | 52                    | 22 489                    |
| 20 października 1966 | Holtenau       | Zatoka Kilońska | Kilonia        | 20 października 1966 | 0               | 1               | 4                     | 22 493                    |
| 22 października 1966 | Kilonia        | Zatoka Kilońska – Morze Bałtyckie | Christiansø    | 24 października 1966 | 38              | 6               | 218                   | 22 711                    |
| 27 października 1966 | Christiansø    | Morze Bałtyckie – Świna | Świnoujście    | 27 października 1966 | 0               | 20              | 95                    | 22 806                    |
| 28 października 1966 | Świnoujście    | Świna – Kanał Piastowski – Zalew Szczeciński | Police         | 28 października 1966 | 0               | 4               | 25                    | 22 831                    |
| 30 października 1966 | Police         | Zalew Szczeciński – Odra | Szczecin       | 30 października 1966 | 0               | 4               | 10                    | 22 841                    |
|                      |                | |                | RAZEM:               | 3799 h          | 1289 h          | 22 841 Mm             | 22 841 Mm                 |

## Ciekawostki
- We wszystkich portach pokład Śmiałego odwiedziło łącznie około 3500 osób[9]
- Załoga otrzymała w trakcie rejsu korespondencję z 57 krajów[9]
- Rekord przelotu dobowego podczas rejsu to 197 mil morskich (365 km) osiągniętych na północnym Atlantyku[5]
- Krzysztof Baranowski, mimo iż w czasie rejsu był kucharzem, miał już wtedy uprawnienia do samodzielnego prowadzenia jachtu jako kapitan[3]
- Fundacja Klasyczne Jachty, która jest obecnie właścicielem Śmiałego, zamierza wyremontować jacht i zorganizować rejs tą samą trasą, w 60-lecie oryginalnej wyprawy[10]